# Левандовский, Роберт
Ро́берт Левандо́вский (пол. Robert Lewandowski, польское произношение: [ˈrɔbɛrt lɛvanˈdɔfskʲi] (слушать)о файле; род. 21 августа 1988, Варшава) — польский футболист, нападающий испанского клуба «Барселона» и капитан национальной сборной Польши. Участник четырёх чемпионатов Европы (2012, 2016, 2020 и 2024) и двух чемпионатов мира (2018 и 2022). Считается одним из лучших нападающих в мире. Кавалер Командорского креста ордена Возрождения Польши.
Левандовский начал свою карьеру в польских клубах, в составе «Леха» он стал победителем Кубка и Суперкубка Польши, а также чемпионом страны. В 2010 году перешёл в дортмундскую «Боруссию», где дважды подряд становился победителем Бундеслиги. Вместе с дортмундским клубом принял участие в финале Лиги чемпионов 2013 года. В 2014 году, после истечения срока своего контракта с «Боруссией», отправился в «Баварию». В составе этого клуба Левандовский стал чемпионом Германии восемь раз подряд, а также выиграл множество других трофеев. В 2020 году в составе своей команды впервые выиграл «требл» и получил награду The Best FIFA Men’s Player. Левандовский является лучшим иностранным бомбардиром Бундеслиги за всю историю, а также занимает третье место среди всех игроков по мячам, забитым в Лиге чемпионов. Занимает вторую строчку в рейтинге лучших голеадоров мюнхенской «Баварии». В 2015 году Левандовскому удалось установить сразу четыре рекорда в одном матче, когда он за девять минут забил пять мячей в ворота «Вольфсбурга». Эти рекорды были внесены в Книгу рекордов Гиннесса. Проведя в составе «Баварии» восемь сезонов, за которые ему удалось установить множество рекордов результативности и выиграть 16 трофеев внутри Германии, а также Лигу чемпионов УЕФА, Суперкубок УЕФА и Клубный чемпионат мира, в 2022 году перешёл в состав испанской «Барселоны».
Выступает в составе основной сборной Польши с 2008 года, за это время провёл более 150 матчей в её составе. Принял участие на Евро-2012, Евро-2016, чемпионате мира 2018 года, Евро-2020, чемпионате мира 2022 года и Евро-2024. На чемпионате Европы 2016 года дошёл со своей командой до стадии 1/4 финала, что стало лучшим результатом в её истории. Был признан лучшим польским футболистом года рекордные девять раз. Является рекордсменом своей сборной по количеству сыгранных матчей и голов.

## Ранние годы
Роберт Левандовский родился 21 августа 1988 года в родильном доме варшавского района Беляны, он стал вторым ребёнком Ивоны и Кшиштофа Левандовских. У него есть сестра Милена, которая старше Роберта на три года. Ивона Левандовская — бывшая волейболистка, а Кшиштоф Левандовский — бывший дзюдоист, чемпион Европы среди юниоров. Кшиштоф выбрал для своего сына имя Роберт, чтобы облегчить ему переезд за границу в качестве профессионального футболиста. Он умер в марте 2005 года после тяжёлой болезни в возрасте 49 лет. Помимо прочего, Кшиштоф также играл и в футбол, он представлял клуб «Хутник», который выступал в низших лигах Польши. После рождения Роберта семья переехала в город Лешно, где его родители устроились учителями физкультуры в начальной школе, отец также стал тренировать местный любительский футбольный клуб «Партизан». Переезд произошёл из-за того, что родителям в этом городе было проще найти работу после завершения своих спортивных карьер, а также дешевле купить дом с участком. Рядом с домом Роберта находилась спортивная площадка, что позволяло ему проводить много времени с мячом с самого детства. Родители проводили немало времени со своими детьми: мать обучала сестру Роберта игре в волейбол, а отец занимался с ним самим на уроках физкультуры в школе, а также на тренировках клуба «Партизан» из Лешно. Однако Милене, в отличие от Роберта, не удалось построить спортивную карьеру. Сам мальчик унаследовал тягу родителей к спорту, принимал участие во многих школьных спортивных соревнованиях и помимо футбола: по баскетболу, гандболу, кроссу, настольному теннису. Ему нравились многие виды спорта, но именно футбол занял главное место в жизни.
В то время польский спорт, в том числе и футбол, находился в упадке. Это относилось, в частности, к подготовке молодых игроков. Обучение в Польше велось на немногочисленных спортивных базах, где с детьми занимались энтузиасты. В такое место попал и восьмилетний Роберт. Его первым клубом стала «Варсовия», этот клуб даже не имел возможности предоставить своим игрокам помещения с душевыми кабинками. До этого родители вместе с Робертом ездили в разные варшавские клубы, в том числе в «Легию», однако в них не были заинтересованы работать с детьми. В «Варсовию» Левандовский попал благодаря тому, что его родители увидели заинтересованность клуба в плане подготовки, из-за чего были готовы возить Роберта на тренировки, что занимало до полутора часов в одну сторону. Родители старались смотреть все матчи, в которых принимал участие Роберт, однако при этом старались не мешать работе тренеров. Роберт с детства отличался высокой работоспособностью: он мог играть по несколько матчей в день, как за «Партизан», так и за «Варсовию». Левандовский был лидером молодёжной команды, однако в то время он был одним из самых низких и худых игроков в составе, а также не считался одним из самых перспективных талантов команды.

## Клубная карьера

### «Дельта», «Легия» и «Знич»
Вскоре после того, как Левандовскому исполнилось 16 лет, он отправился в варшавский клуб «Дельта», который выступал в четвёртом дивизионе чемпионата Польши. Этот клуб стал его первой командой на взрослом уровне, а также впервые стал платить Левандовскому деньги за выступления. Изначально Роберт не очень хотел уходить из «Варсовии», однако тренер этого клуба считал, что ему и ещё нескольким игрокам необходимо попробовать себя на взрослом уровне. 30 апреля 2005 года Левандовский забил свой первый мяч за «Дельту» — это произошло в матче четвёртой лиги против «Ломянки». В составе «Дельты» он провёл только четыре месяца, за это время забив четыре мяча. После окончания сезона спортивный директор сотрудничающего клуба «Легия» выразил желание забрать из «Дельты» нескольких молодых игроков, в том числе и Левандовского, в результате чего летом 2005 года тот оказался во второй команде «Легии». «Легия» обычно не имела намерений привлекать дублёров к играм основного состава, предпочитая искать футболистов в других клубах, однако Левандовский не всегда проходил даже в состав дублёров. В турнире под названием «Кубок президента» он однажды забил пять мячей в одном матче, но в основном он не отличался высокой результативностью, в связи с чем подвергался критике со стороны тренера команды Ежи Краски. За весь сезон в чемпионате он забил только два мяча. В основном он играл на команду, а не на себя, часто располагался спиной к воротам, отличался ловкостью и манёвренностью, однако его всё ещё не относили к категории выдающихся талантов. В то время в «Легии» было много молодых способных игроков, список одних только вратарей, которые там играли или тренировались, включал Яна Муху, Войцеха Щенсного и Лукаша Фабьянского. Из-за этого Левандовский оставался в тени других игроков. 26 апреля 2006 года в матче третьей лиги Польши за дублёров против «Долькана» Левандовский вышел на поле со скамейки запасных, однако спустя всего несколько минут без какого-либо контакта с соперником надорвал мышцу бедра, из-за чего выбыл до конца сезона. В дальнейшем он смог восстановиться от этой травмы, однако «Легия» всё равно решила не продлевать с ним контракт. Был на просмотре в молдавской команде «Зимбру». 20 мая 2006 года выходил на замену в матче открытия стадиона «Зимбру» в Кишинёве против команды «Крылья Советов» (1:1).
Впоследствии Марк Кшивицкий, один из бывших тренеров Левандовского в «Варсовии», убедил самого Роберта и его мать в том, что лучшим вариантом продолжения карьеры станет «Знич», в котором собиралась молодая и перспективная команда. В итоге Левандовский оказался именно в этом клубе, несмотря на то, что получал предложения и от других команд. В этот период он значительно прибавил в росте — на 10 сантиметров. Из-за этого у него появились проблемы с координацией, нужно было заново учиться некоторым движениям. В «Зниче» Левандовский встретил тренеров, которые объяснили ему, как нужно заботиться о своём теле. В сезоне 2006/07 года состав «Знича» был самым молодым в третьей лиге Польши, однако в итоге клубу удалось выиграть её со значительным преимуществом и перейти во вторую лигу. В сезоне 2007/08 года «Знич» занял пятую строчку в таблице второй лиги, не попав в высший дивизион. Сразу три команды наряду со «Зничем» набрали 62 очка, однако у «Пяста» и «Арки» была лучшая разница забитых и пропущенных мячей, из-за чего именно они перешли в Экстраклассу. В «Зниче» Левандовский стал регулярно отличаться голами, из-за чего им заинтересовалась «Легия», отказавшаяся от игрока ранее. Этот клуб даже начал переговоры относительно его перехода, однако они завершились неудачно: Левандовский потребовал значительно большую зарплату, чем та, на которую готов был согласиться в других клубах. В итоге «Легия» отказалась от трансфера. 7 апреля 2007 года Левандовский сделал свой первый хет-трик в официальном матче на взрослом уровне: он забил все мячи своей команды в матче против «Пеликана», который «Знич» выиграл со счётом 3:1. С 15 голами в сезоне 2006/07 года Левандовский стал лучшим бомбардиром первой из четырёх групп команд третьей лиги, а через год стал лучшим бомбардиром второй лиги уже с 21 мячом. К молодому игроку проявлял интерес клуб «Заглембе», однако он на тот момент стоил для них слишком дорого. Именно во время выступлений за «Знич», 26 апреля 2007 года, Левандовский провёл свой первый и единственный матч за сборную Польши до 19 лет.

### «Лех»

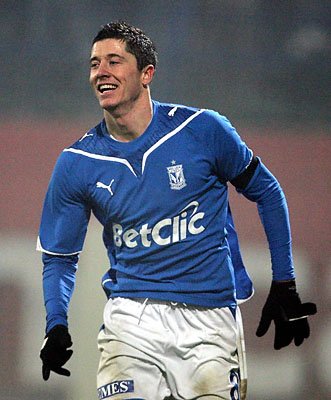
Левандовский во время выступлений за «Лех», 2009 год

В переходе Левандовского из «Знича» были заинтересованы несколько клубов, в том числе и заграничных, однако на тот момент он не хотел уезжать из Польши, а из местных команд наиболее активно себя проявил «Лех», куда Левандовский и перешёл в июне 2008 года за полтора миллиона польских злотых. Переход в высшую лигу Польши произошёл для Левандовского легче, чем когда-то в третью: ему не нужно было вновь обретать веру в себя после восстановления от травмы. С самых первых выступлений в составе «Леха» Левандовский начал забивать мячи, с каждым разом обретая всё большую уверенность. Он открыл счёт своим голам за новый клуб уже в дебютной игре против «Белхатува», однако его команда всё равно проиграла 2:3. Он также отличился уже в первом своём матче в европейских кубковых турнирах, поразив ворота азербайджанского «Хазар-Ленкорань», благодаря чему «Лех» в матче квалификационного раунда Кубка УЕФА одержал минимальную победу. В высшей лиге Левандовский стал развиваться гораздо быстрее, что было связано с возросшим уровнем как партнёров по команде, так и соперников. Спустя несколько месяцев игры за «Лех», в декабре 2008 года, польский еженедельник Piłka Nożna (с пол. — «Футбол») назвал Левандовского открытием года. В этот период он был впервые вызван во взрослую сборную Польши. В сезоне 2008/09 года «Лех» занял третье место в чемпионате Польши, уступив варшавской «Легии» и краковской «Висле». Левандовский с 14 мячами стал третьим бомбардиром лиги, уступив Павлу Брожеку и Такесуре Чиньяме. Помимо бронзовых медалей, «Лех» завоевал Кубок Польши, обыграв в финале хожувский «Рух» (1:0). Этот трофей стал первым в карьере Левандовского. В то время он не играл на острие атаки, в этой роли использовался другой форвард команды Эрнан Ренхифо, который стягивал на себя защитников противника, что оставляло Левандовскому больше пространства на поле.
Уже в тот момент на Левандовского обратило внимание руководство дортмундской «Боруссии», дело даже дошло до предложения перекупить игрока за два с половиной миллиона евро, однако «Лех» не согласился его отпустить. Руководство клуба убедило нападающего провести в команде ещё сезон для поднятия трансферной стоимости взамен на повышение зарплаты, однако в итоге её так и не подняли. В клубе росло напряжение в том числе и из-за невыхода в групповой этап Лиги Европы 2009/10 года, когда в решающем матче квалификации «Лех» уступил «Брюгге» в серии пенальти. 25 июля 2009 года в матче за Суперкубок Польши против краковской «Вислы» Левандовский забил мяч, однако вскоре счёт вновь стал равным, по итогам серии пенальти «Лех» стал обладателем Суперкубка Польши. Со временем команда Левандовского смогла набрать обороты и впервые за 17 лет выиграть чемпионат Польши, а сам Левандовский по ходу сезона уверился в том, что по его окончании покинет польский клуб. За время выступлений в «Лехе» он прибавил в физическом развитии. В свой последний сезон в польской лиге Левандовский стал её лучшим бомбардиром — в активе футболиста было 18 голов.

### «Боруссия» Дортмунд

#### Адаптация и «золотой дубль» (2010—2012)

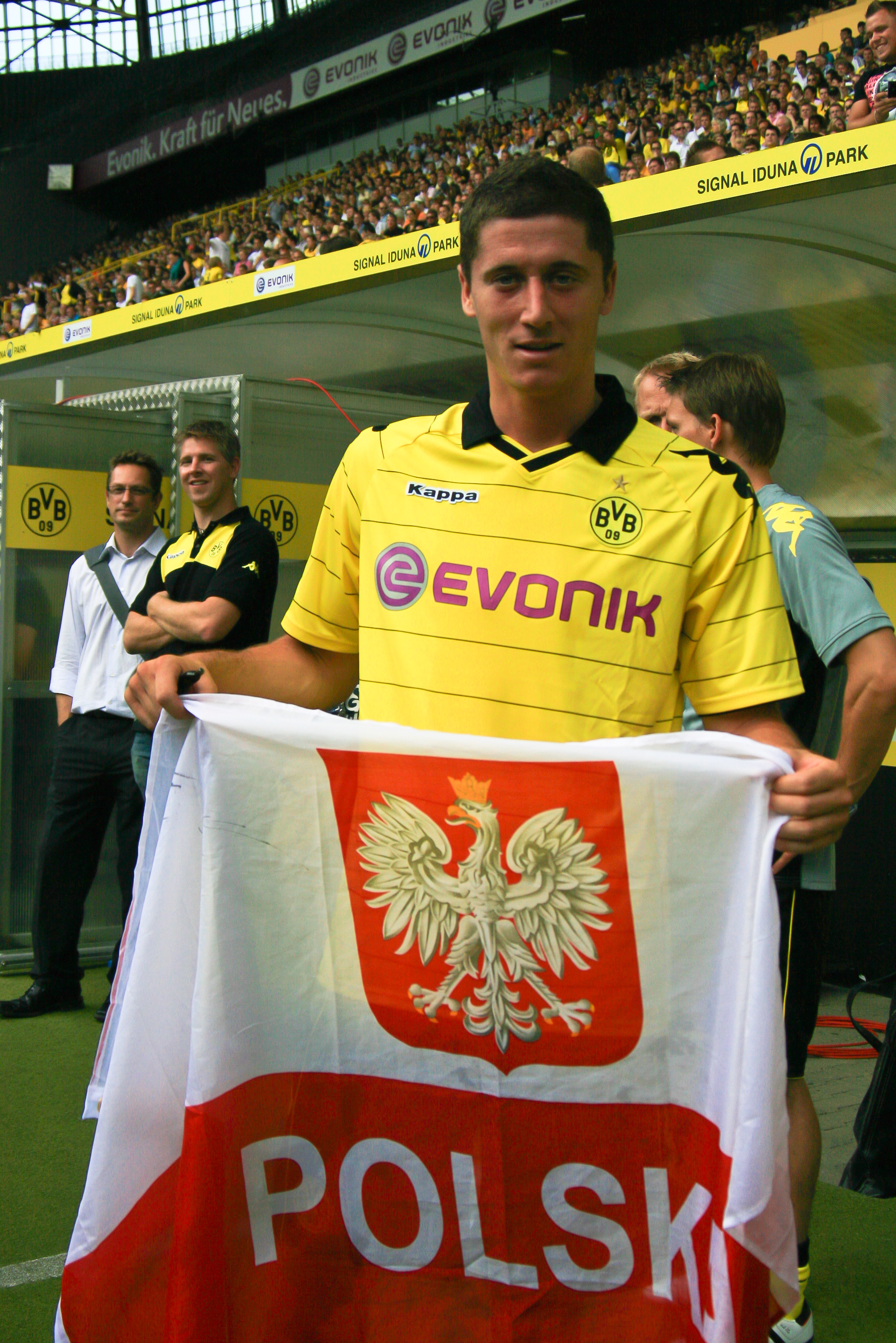
Левандовский в составе дортмундской «Боруссии» в 2010 году

Летом 2010 года, после долгих переговоров между «Лехом» и директором «Боруссии» Хансом-Йоахимом Ватцке, которые он впоследствии назовёт одними из самых трудных в своей карьере, Левандовский перешёл в дортмундский клуб за четыре с половиной миллиона евро. Это произошло несмотря на то, что «Боруссия» предложила меньше других заинтересованных в поляке клубов, в частности донецкого «Шахтёра», «Зенита» и «Фенербахче». Левандовский хотел играть именно в немецком клубе, так как в детстве он проходил обучение по обмену на границе Германии и Нидерландов. У игрока возникли проблемы с адаптацией в новом городе, он не знал немецкого языка, в связи с чем проводил много времени только с польскими партнёрами по команде Якубом Блащиковским и Лукашем Пищеком. Левандовский не сразу попал в основной состав и лишь спустя несколько месяцев стал набирать приемлемую игровую форму. На долгой адаптации сказался и непривычно высокий ритм тренировок главного тренера Юргена Клоппа, который впоследствии даже снизил их интенсивность, так как Левандовскому было слишком тяжело. Однако он не переставал усердно тренироваться. 22 августа 2010 года Левандовский дебютировал в чемпионате Германии в домашнем матче против леверкузенского «Байера 04» (0:2), выйдя на замену во втором тайме вместо Себастьяна Келя. 19 сентября он забил свой первый мяч в Бундеслиге — это произошло в матче против «Шальке 04» (1:3). Прежде чем Левандовский смог набрать форму и улучшить свою игру благодаря немецким системам тренировок, он упустил немало голевых моментов в своих матчах и не отличался высокой результативностью, в связи с чем немецкие СМИ не раз критиковали его игру. С декабря Левандовский стал регулярно появляться в основном составе, а «Боруссия» в итоге одержала победу в Бундеслиге. Поляк смог записать на свой счёт девять голов во всех турнирах. Он не был чистым нападающим, в его задачи входило создание моментов для Лукаса Барриоса.
Перед сезоном 2011/12 года Барриос после выступления на Кубке Америки 2011 вернулся в клуб с травмой, из-за чего Левандовский получил свой шанс в центре нападения. Он забил в лиге 22 мяча и тем самым улучшил рекорд Яна Фуртока, до этого бывшего самым результативным поляком в Бундеслиге за один сезон. С того момента Левандовский стал основным нападающим своей команды. 13 сентября 2011 года он дебютировал в Лиге чемпионов в матче против лондонского «Арсенала». В декабре 2011 года Левандовский впервые был назван лучшим футболистом Польши. 1 октября 2011 года он сделал свой первый хет-трик в Бундеслиге, поразив ворота «Аугсбурга». Спустя 18 дней в игре с «Олимпиакосом» Левандовский забил свой первый мяч в Лиге чемпионов. Сезон 2011/12 года вновь завершился победой дортмундской «Боруссии», которой также удалось дойти и до финала Кубка Германии, где «шмели» обыграли мюнхенскую «Баварию» со счётом 5:2. Левандовский в этой игре сделал хет-трик в ворота Мануэля Нойера, благодаря чему «Боруссия» впервые сделала «золотой дубль». Роберт Левандовский с семью голами стал лучшим бомбардиром этого розыгрыша Кубка Германии.

#### Финал Лиги чемпионов и уход из клуба (2012—2014)

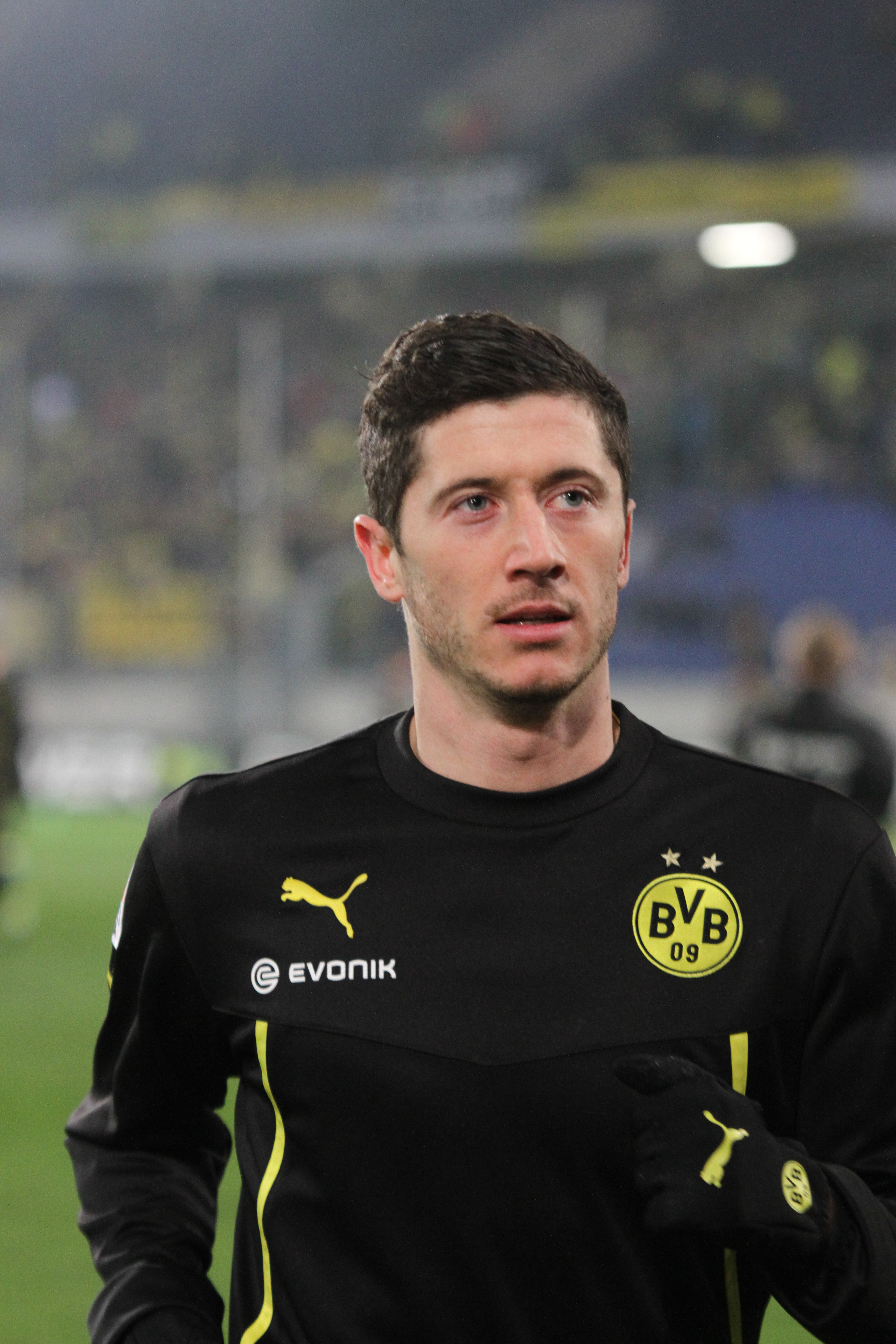
Роберт Левандовский в составе «Боруссии» в январе 2014 года

Ещё до хет-трика в ворота «Баварии» в финале Кубка Германии мюнхенский клуб проявлял к Левандовскому интерес. Финал Кубка Германии усилил эту заинтересованность, к тому же поляк стал привлекать и другие большие клубы — в частности, «Манчестер Юнайтед». Однако на тот момент у «Боруссии» не было игрока, который смог бы заменить Левандовского, в связи с чем руководство клуба попросило его остаться в команде ещё на год, пообещав, что отпустит его в другую команду впоследствии при поступлении приемлемого предложения. В сезоне 2012/13 года Левандовский забивал мячи в 12 матчах подряд и улучшил рекорд клуба по продолжительности серии матчей с забитыми мячами, установленный Фридхельмом Коницки ещё в сезоне 1964/65 года. В феврале 2013 года стало известно, что поляк не будет продлевать свой контракт с клубом. 24 апреля в полуфинале Лиги чемпионов против мадридского «Реала» Левандовский забил четыре мяча и стал первым игроком в истории этого турнира, которому удалось забить столько мячей в ворота «сливочных». «Боруссии» удалось дойти до финала Лиги чемпионов УЕФА 2013 года, в котором, однако, победу со счётом 2:1 одержала «Бавария». В этом розыгрыше Лиги чемпионов Левандовский забивал мячи на каждом этапе, кроме финала. В чемпионате Германии «Боруссия» заняла второе место, а Левандовский забил 24 мяча. Лучший бомбардир Бундеслиги того сезона Штефан Кисслинг смог опередить Левандовского лишь на один мяч. Летом 2013 года к Левандовскому вновь проявляли интерес крупные клубы: «Челси», «Реал Мадрид», «Манчестер Сити» и «Манчестер Юнайтед». Желание заполучить игрока не ослабло и у «Баварии». Руководство «Боруссии» было настроено категорически против трансфера Левандовского, несмотря на прошлогоднее обещание. Особенно категорично отвергался переход в «Баварию», так как туда в рамках того же трансферного окна из-за активированной суммы отступных уже перешёл другой игрок «шмелей» — Марио Гётце. Несмотря на попытки сохранить Левандовского в клубе или хотя бы отговорить его от перехода в «Баварию», сам поляк был решительно настроен перейти именно туда, даже если ему придётся сделать это в качестве свободного агента после окончания своего контракта с «Боруссией».
27 июля 2013 года Левандовский в составе своей команды стал победителем Суперкубка Германии, обыграв «Баварию» со счётом 4:2. В начале января 2014 года, за шесть месяцев до истечения срока своего контракта с «Боруссией», Роберт подписал предварительное соглашение с «Баварией», которое должно было вступить в силу следующим летом. 25 февраля он сделал дубль в матче 1/8 финала Лиги чемпионов против «Зенита», благодаря чему стал лучшим бомбардиром дортмундской «Боруссии» в еврокубках на тот момент, превзойдя рекорд Стефана Шапюиза, составлявший 16 голов. В матче против «Вольфсбурга» 16 апреля Левандовский забил свой 100-й мяч в составе «Боруссии». Он завершил сезон 2013/14 года как лучший бомбардир чемпионата Германии, в котором ему удалось забить 20 мячей. Помимо этого, ему удалось шесть раз отличиться в Лиге чемпионов, что помогло «Боруссии» добраться до четвертьфинала. Свой последний матч за дортмундскую «Боруссию» Левандовский провёл 17 мая, в финале Кубка Германии 2014 года против «Баварии», который закончился поражением 0:2.

### «Бавария»

#### Первый сезон и рекорды Гиннесса (2014—2016)

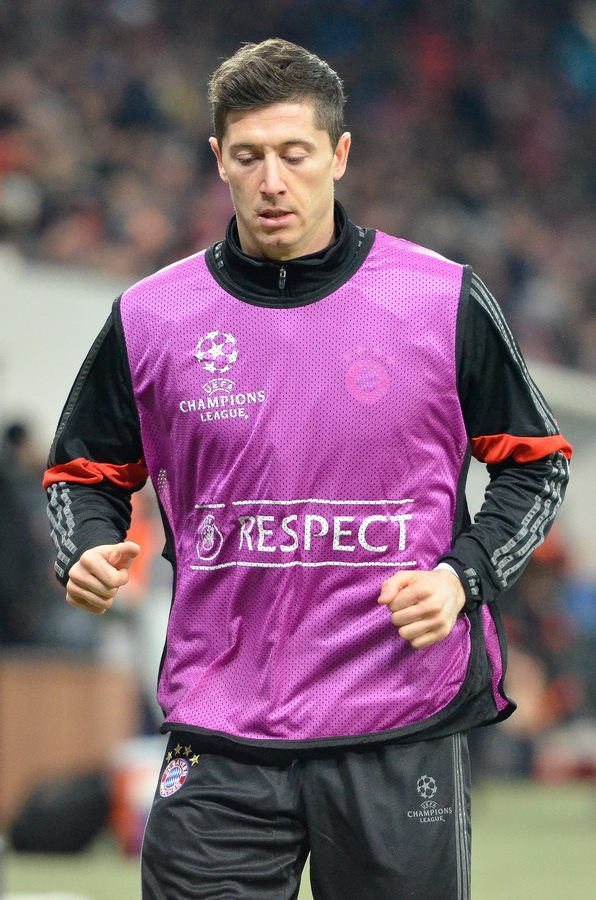
Левандовский на разминке перед матчем Лиги чемпионов, 2015 год

После перехода Левандовского в «Баварию» болельщики выражали сомнения относительно его будущих успехов в составе этого клуба. Главным тренером команды на тот момент был Пеп Гвардиола, который до этого не смог сработаться с некоторыми первоклассными нападающими, такими как Самюэль Это’о и Златан Ибрагимович в «Барселоне», а также Марио Манджукич в той же «Баварии». К тому же на тот момент ни один футболист, который уходил из команды Юргена Клоппа, не смог стать в новом клубе такой же важной фигурой, какой был до перехода. Это не удалось ни Нури Шахину, ни Синдзи Кагаве, ни Марио Гётце впоследствии. Эти сомнения, казалось, подтвердились в первом сезоне поляка в Мюнхене: он был не столь результативен, как в предыдущие сезоны, а также испытывал проблемы со здоровьем. Сказалось и то, что он был вынужден приспосабливаться к тактическим экспериментам, которые были вызваны травмами основных игроков — в частности, Франка Рибери, с которым Левандовский с первых дней в клубе установил хорошие отношения. Роберт набрал хорошую форму к матчу полуфинала Кубка Германии 28 апреля против своего бывшего клуба — дортмундской «Боруссии». В этой игре за пять минут до окончания он столкнулся с вратарём дортмундцев Митчеллом Лангераком, из-за чего сломал две лицевые кости и попал в больницу с подозрением на сотрясение мозга, не доиграв матч. Эта ситуация произошла за неделю до первого полуфинального матча с «Барселоной» в Лиге чемпионов 2014/15 года, в котором Левандовский всё же смог принять участие: он вышел на поле в специальной маске. Однако «Бавария» уступила по результатам двух матчей и выбыла из турнира. В своём первом сезоне в «Баварии» Левандовский смог в третий раз за карьеру стать чемпионом Германии. Он занял второе место в списке бомбардиров Бундеслиги, на два мяча отстав от Александра Майера. После первого сезона Левандовского в «Баварии» Гвардиола назвал его хорошим связующим звеном между футболистами, благодаря которому команда играла лучше. В течение своего первого сезона Левандовский адаптировался к стилю игры, который от него требовал главный тренер. Гвардиола, несмотря на первоначальные сомнения, стал ценить Роберта за качества, благодаря которым он мог выполнять функции, нетипичные для классического центрального нападающего.
Сезон 2015/16 года стал для Левандовского более удачным: он регулярно забивал мячи, которые приносили «Баварии» победы. 22 сентября 2015 года он вышел на замену вместо Хуана Берната в матче против «Вольфсбурга» при счёте 0:1 и забил пять мячей за 8 минут и 59 секунд, этот результат стал самым быстрым в истории Бундеслиги, а «Бавария» в итоге выиграла 5:1. Польский нападающий стал первым игроком, забившим пять мячей в одном матче Бундеслиги, с 1984 года, когда это удалось сделать Дитеру Хёнессу. За своё достижение Левандовский получил четыре сертификата Книги рекордов Гиннесса: за самый быстрый хет-трик, покер, пента-трик, а также наибольшее количество мячей, забитых запасным игроком в рамках высшего дивизиона Германии. В итоге мюнхенский клуб стал чемпионом Германии в четвёртый раз подряд — первое достижение подобного рода в истории этого клуба. Для Роберта чемпионский титул также стал четвёртым за его шесть сезонов в Германии. Левандовский отличился высокой результативностью и в Лиге чемпионов — больше него в том розыгрыше турнира смог забить только Криштиану Роналду, однако «Бавария» вновь выбыла из турнира на стадии полуфинала, проиграв мадридскому «Атлетико». Вылет из Лиги чемпионов совпал с ухудшением игровой формы Левандовского, связанным с переутомлением от большого количества проведённых игр. Тем не менее он во второй раз в карьере смог стать лучшим бомбардиром Бундеслиги. В этом сезоне Роберт впервые в своей карьере в Бундеслиге перешёл рубеж в 25 голов, а всего он отличился забитым мячами в рамках немецкой лиги 30 раз. Левандовский стал первым достигшим этой отметки игроком с 1977 года, когда такой же результат показал Дитер Мюллер. Роберт также стал первым иностранцем в истории Бундеслиги, который забил 30 мячей за сезон; предыдущий рекорд среди иностранцев принадлежал Класу-Яну Хюнтелару (29 голов). В основном Роберт играл в паре с Томасом Мюллером, который также провёл результативный сезон. По ходу сезона, в январе 2016 года, Левандовский занял четвёртое место в голосовании на награду «Золотой мяч», став первым поляком за 33 года после Збигнева Бонека, который смог подняться на эту строчку. В марте того же года Роберт продлил контракт с «Баварией» до 2021 года.

#### Анчелотти, Хайнкес и очередные титулы (2016—2019)

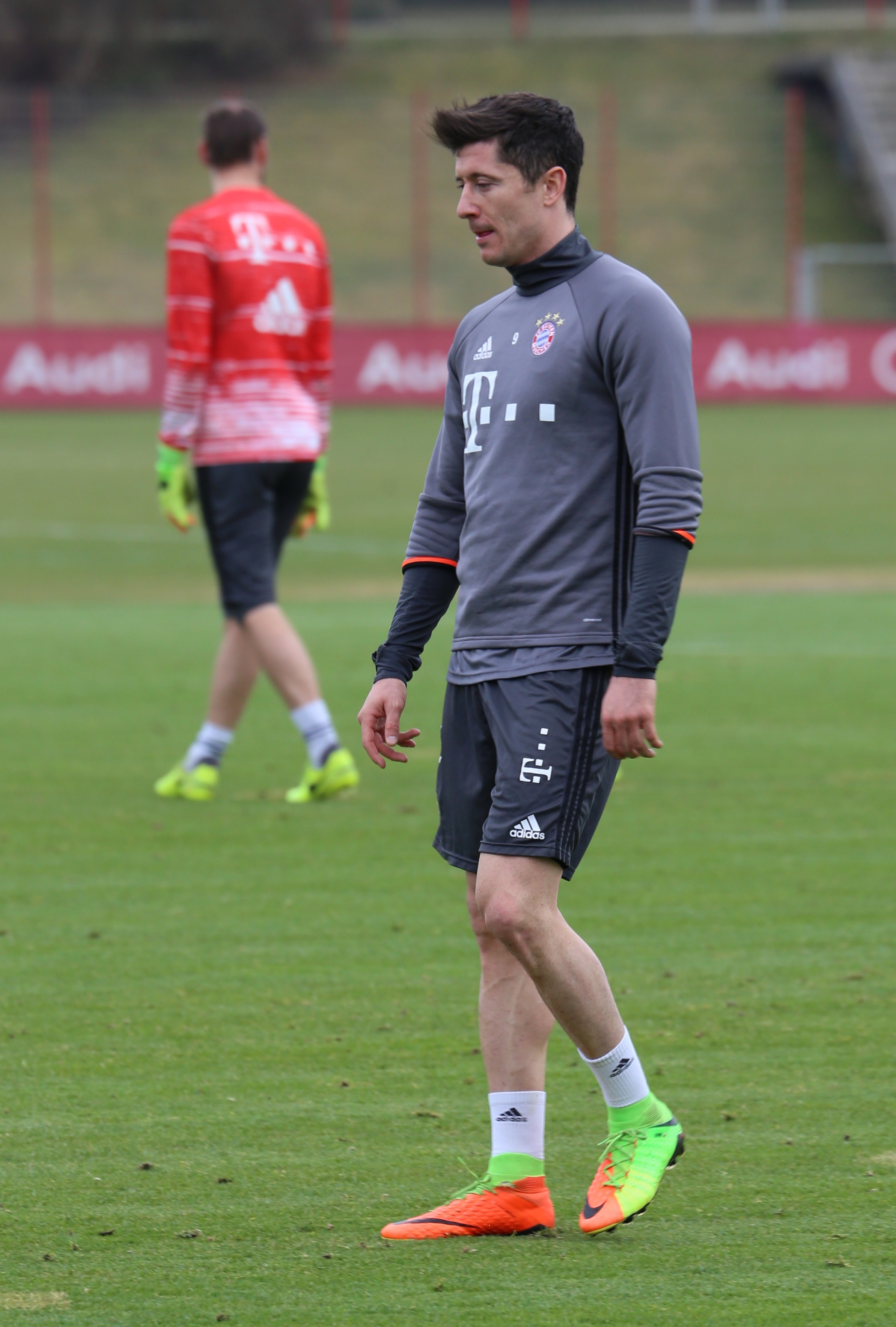
Роберт Левандовский на тренировке в мюнхенской «Баварии», 2017 год

Перед сезоном 2016/17 года команду покинул тренер Гвардиола. Ему на смену пришёл Карло Анчелотти. С новым тренером Роберт сразу завоевал второй в своей карьере Суперкубок Германии, а также вновь стал чемпионом Германии, однако конец сезона вышел неудачным. В матче против «Боруссии» Левандовский травмировал плечо после столкновения с вратарём «шмелей» Романом Бюрки. Эта травма не позволила ему принять участие в матче против мадридского «Реала» в Лиге чемпионов 2016/17 года. По ходу того матча «Бавария» должна была пробивать пенальти, однако из-за отсутствия Левандовского это пришлось сделать Артуро Видалю, который не смог забить мяч. Мюнхенский клуб проиграл 1:2, а в ответном матче, несмотря на участие в нём Роберта и забитый им мяч, после дополнительного времени всё же выбыл из турнира. Через неделю после этого «Бавария» выбыла и из Кубка Германии. В состязании лучших бомбардиров лиги нападающий мюнхенской команды занял второе место: он на один мяч отстал от Пьера-Эмерика Обамеянга. 11 марта 2017 года Левандовский сделал дубль в ворота «Айнтрахта», забив уже сотый мяч за «Баварию». Свой второй сезон под руководством Анчелотти Левандовский начал в рекордном темпе: за первые семь матчей он забил десять мячей. Несмотря на это, команда показывала не особо удачные результаты — другие ключевые футболисты были не в форме, а у некоторых из них при этом были прохладные отношения с главным тренером. Уже осенью 2017 года после поражения 0:3 от «Пари Сен-Жермен» Анчелотти был уволен, его сменил Юпп Хайнкес. Хайнкес вернулся в «Баварию» спустя четыре года после ухода из этого клуба и завершения тренерской карьеры. Ему удалось наладить игру команды, и под его руководством «Бавария» начала выигрывать матч за матчем. Новый тренер решил проблему с физической подготовкой Левандовского, у которого накопилась продолжительная усталость от множества игр. 22 ноября 2017 года Роберт поразил ворота бельгийского «Андерлехта» и впервые в карьере достиг показателя в 50 голов за календарный год во всех турнирах. 13 декабря поляк после очередного мяча, забитого «Кёльну», вошёл в десятку лучших бомбардиров в истории Бундеслиги. Через несколько месяцев Левандовский, забив на «Альянц Арене» гол в ворота «Шальке 04», повторил рекордную для лиги серию из 11 результативных домашних матчей подряд в течение одного сезона. В феврале Роберт провёл свой 250-й матч в Бундеслиге. Спустя некоторое время после смены тренеров клуб поднялся с третьего места в Бундеслиге на первое и в итоге вновь стал чемпионом Германии. Левандовский в третий раз за карьеру стал лучшим бомбардиром лиги, однако в Лиге чемпионов мюнхенский клуб снова завершил своё выступление на стадии полуфинала, потерпев поражение от «Реала». Кроме того, «Бавария» смогла выйти в финал Кубка Германии, однако там победу со счётом 1:3 одержал «Айнтрахт».
1 августа 2018 года, после обширного количества слухов относительно возможного ухода Левандовского из «Баварии», генеральный директор клуба Карл-Хайнц Румменигге заявил, что тот не будет продан из мюнхенского клуба ни за какие деньги, так как «Бавария» не намерена отпускать лучших игроков своей команды. Этим же летом на замену вторично завершившему тренерскую карьеру Хайнкесу пришёл Нико Ковач. 12 августа в матче за Суперкубок Германии против «Айнтрахта» Левандовский сделал первый хет-трик в истории этого турнира, в результате «Бавария» победила 5:0 и выиграла этот кубок в рекордный седьмой раз. Нападающий мюнхенского клуба также стал лучшим бомбардиром в истории Суперкубка Германии. 27 ноября Левандовский забил свой 50-й мяч в Лиге чемпионов. Скорость, с которой он достиг этого результата, была ниже только рекордных показателей Лионеля Месси и Руда ван Нистелроя — Левандовский смог забить 50 мячей за 77 матчей. Рубеж был покорён, когда нападающий «Баварии» сделал дубль в матче против «Бенфики». Помимо этого, он стал лучшим бомбардиром группового этапа Лиги чемпионов 2018/19 года: он забил восемь мячей в шести матчах.
9 февраля 2019 года Левандовский поразил ворота «Шальке 04» и стал первым игроком, забившим 100 мячей на «Альянц Арене». Этот гол также стал для него 119-м в чемпионате за «Баварию», благодаря чему он сравнялся с Роландом Вольфартом и вышел на третье место в истории мюнхенского клуба по этому показателю — впереди оставались лишь Румменигге и Герд Мюллер. В следующем месяце Левандовский сделал дубль в ворота мёнхенгладбахской «Боруссии» и превзошёл Вольфарта, а второй гол Роберта Левандовского позволил ему также сравняться с рекордом Клаудио Писарро как наиболее результативного иностранного футболиста в Бундеслиге (195 голов). Спустя матч он побил рекорд Писарро, в матче против «Вольфсбурга» вновь сделав дубль. По итогам сезона Левандовский, имея в своём активе 22 гола, в четвёртый раз стал лучшим бомбардиром Бундеслиги. «Бавария» вновь вышла в финал Кубка Германии, где польский форвард сделал дубль и помог своей команде обыграть «РБ Лейпциг» со счётом 3:0. Благодаря этому дублю Левандовский довёл число мячей, забитых в финалах Кубка Германии, до шести и обогнал Герда Мюллера, став лучшим бомбардиром финалов этого турнира в истории. Он также во второй раз за карьеру выиграл «золотой дубль» в составе «Баварии».

#### Первый «требл» и рекорды результативности (2019—2022)

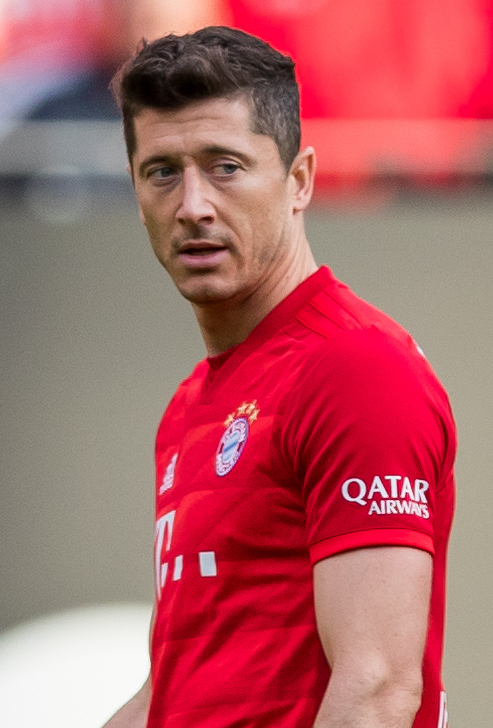
Левандовский играет за «Баварию» в мае 2019 года

16 августа 2019 года, после начала сезона 2019/20 года, Левандовский забил два мяча уже в первом матче чемпионата Германии против «Герты». Он в пятый раз подряд отметился голом в первом же матче турнира, что стало новым рекордом Бундеслиги. В конце августа он продлил свой контракт с «Баварией» до июня 2023 года. 18 сентября в матче Лиги чемпионов против «Црвены звезды» Левандовский забил свой 200-й мяч за «Баварию». В том же месяце в игре с «Падерборном 07» он забил свой десятый мяч в Бундеслиге за сезон и стал первым игроком в истории этого турнира, который смог забить десять мячей за первые шесть туров. Несмотря на результативность Левандовского, «Бавария» неудачно начала сезон, и после поражения 1:5 от «Айнтрахта» главный тренер Ковач был уволен. Его сменил Ханс-Дитер Флик. Впоследствии Левандовский стал первым игроком в истории Бундеслиги, забившим в каждом из первых одиннадцати матчей сезона. 26 ноября во втором матче группового этапа Лиги чемпионов с «Црвеной звездой» он менее чем за 15 минут забил четыре мяча, и «Бавария» победила со счётом 6:0. Этот покер стал самым быстрым в истории Лиги чемпионов, а Левандовский стал вторым игроком, когда-либо забивавшим четыре мяча в двух разных матчах Лиги чемпионов. 25 февраля 2020 года Левандовский сравнялся с рекордом Криштиану Роналду, который забивал как минимум один мяч на протяжении девяти матчей на выезде за один сезон в Лиге чемпионов. Он сделал это после забитого мяча в матче против «Челси» (3:0). 14 августа Левандовский забил мяч в поединке «Баварии» с «Барселоной», который окончился победой немецкого клуба со счётом 8:2. На его личном счету стало уже 14 голов в восьми матчах Лиги чемпионов подряд. Его результативная серия закончилась на 15 голах в девяти матчах подряд, когда он не забил в финале Лиги чемпионов 2020. Несмотря на это, «Бавария» в финальном матче обыграла «Пари Сен-Жермен» со счётом 1:0, благодаря чему Левандовский впервые стал победителем этого турнира. Помимо Лиги чемпионов, «Бавария» в очередной раз выиграла чемпионский титул Бундеслиги, а также Кубок Германии, тем самым сделав «требл». Левандовский стал вторым игроком в истории после Йохана Кройфа, который стал лучшим бомбардиром каждого из трёх турниров, которые его команда выиграла в одном сезоне.
В сезоне 2020/21 года Левандовский продолжил отличаться высоким уровнем результативности. 24 октября он сделал хет-трик в матче против «Айнтрахта» и стал первым игроком в Бундеслиге, которому удалось забить десять мячей в пяти первых матчах. 16 декабря Левандовский сделал дубль в ворота «Вольфсбурга» и стал третьим игроком после Герда Мюллера и Клауса Фишера, который смог преодолеть отметку в 250 голов в чемпионате Германии. За «требл» с «Баварией» и личные достижения в турнирах Левандовский 17 декабря 2020 года на церемонии награждения получил награду The Best FIFA Men’s Player. 17 января 2021 года он побил рекорд Герда Мюллера, установленный в сезоне 1968/69 года, и стал первым игроком в истории Бундеслиги, забившим 21 мяч после 16 игр. 11 февраля Левандовский вместе со своим клубом выиграл Клубный чемпионат мира, после того как в финале был побеждён мексиканский «Тигрес» (1:0). 23 февраля он открыл счёт в матче против «Лацио» в первой игре 1/8 финала Лиги чемпионов 2020/21 года. Этот мяч стал его 72-м голом в Лиге чемпионов, благодаря чему Левандовский превзошёл Рауля и вышел на третье место по результативности среди всех бомбардиров в истории этого турнира. 20 марта Левандовский забил три мяча в игре с «Штутгартом», тем самым доведя счёт своих голов в Бундеслиге до 271. Это позволило ему обойти Клауса Фишера и занять второе место в списке лучших бомбардиров за всю историю Бундеслиги. В конце марта в матче за свою национальную сборную в рамках квалификации на ЧМ-2022 против Андорры Левандовский получил травму, из-за которой был вынужден пропустить оба матча 1/4 финала Лиги чемпионов против «Пари Сен-Жермен». «Бавария» в итоге по сумме двух встреч не смогла обыграть французский клуб и завершила своё выступление в этом розыгрыше. 22 мая в матче против «Аугсбурга» Левандовский забил свой 41 мяч в Бундеслиге за один сезон и побил рекорд турнира в 40 голов, установленный в сезоне 1971/72 года Гердом Мюллером. Впоследствии за высокую результативность в сезоне 2020/21 года Левандовскому была вручена «Золотая бутса». Данную награду он получил впервые в карьере.
В матче третьего тура чемпионата Германии по футболу 2021/22 года с «Гертой» Левандовский сделал хет-трик, забив таким образом свой 299-й, 300-й и 301-й гол за «Баварию». Также ему удалось отличиться результативными ударами в матчах группового этапа Лиги чемпионов — в игре против «Барселоны» (3:0) поляк сделал дубль, ещё два мяча ему удалось забить в игре против киевского «Динамо» (5:0). В матче против «Бенфики» (4:0) Левандовский вновь забил один из мячей, а в следующей игре против лиссабонского клуба оформил хет-трик (5:2), за что был признан игроком недели в Лиге чемпионов. Также второй матч против португальской команды матч стал для поляка сотым в рамках Лиги чемпионов. В ответном матче против «Динамо» (2:1) он забил мяч ударом через себя. В ноябре 2021 года прошла первая с 2019 года церемония вручения «Золотого мяча», на которой Левандовский занял второе место, уступив 33 балла в голосовании Лионелю Месси.
15 января 2022 года в игре национального первенства с «Кёльном» Роберт сделал очередной хет-трик, благодаря чему достиг отметки в 300 забитых мячей в Бундеслиге. «Баварии» удалось выйти из группы Лиги чемпионов, а во второй игре 1/8 финала против «Ред Булл Зальцбург» Левандовский снова забил три мяча, причём сделал это уже к 23 минуте матча. Тот хет-трик стал самым быстрым в истории плей-офф Лиги чемпионов, а также позволил поляку достичь результата в 40 забитых мячей в течение семи сезонов подряд. Проигрыш испанскому «Вильярреалу» в 1/4 финала завершил сезон для «Баварии» в этом турнире, чемпионат же снова мюнхенской команде вновь удалось выиграть. 14 мая 2022 года в матче с «Вольфсбургом» в заключительном туре Бундеслиги Роберт Левандовский забил свой 50-й мяч в сезоне (35-й в чемпионате). После матча форвард заявил, что эта игра может стать для него последней в составе «Баварии». В сезоне 2021/22 года Левандовский стал лучшим бомбардиром Бундеслиги в пятый раз подряд и в седьмой раз за карьеру, сравнявшись с Гердом Мюллером по этому показателю. Также ему удалось побить рекорд чемпионата Германии по количеству голов в гостевых матчах за один сезон — 19. Во второй раз подряд Левандовскому удалось получить и «Золотую бутсу». 30 мая 2022 года он объявил о готовности покинуть «Баварию».

### «Барселона»
В «Баварии» Левандовский зарекомендовал себя как один из лучших игроков своего поколения. 16 июля 2022 года «Барселона» подтвердила, что достигла соглашения с «Баварией» о переходе поляка. Три дня спустя подписал четырёхлетний контракт на сумму 45 млн евро, которая в перспективе может вырасти до 50 млн евро с дополнительными условиями. В контракте была оговорка об отступных за игрока, установленная в размере 500 млн евро. Нападающий стал самым дорогим польским игроком в истории и самым дорогим приобретением «баварцев» за всё время. 5 августа Левандовский был официально представлен перед 50 000 болельщиков на «Камп Ноу», ему вручили футболку с номером 9, которую ранее носили многие великие игроки «сине-гранатовых»: Йохан Кройф, Христо Стоичков, Ромарио, Роналдо, Патрик Клюйверт, Самюэль Это’О, Златан Ибрагимович, и Луис Суарес, и официально зарегистрировали 12 августа, на фоне предположений, что клуб не может зарегистрировать его, поскольку из-за финансовых трудностей превысил лимит заработной платы в лиге.

#### Титул чемпиона Испании и трофей Пичичи (2022—2023)
7 августа 2022 года он забил свой первый мяч за «Барселону» в победе над мексиканским клубом «УНАМ Пумас» со счётом 6:0 в предсезонном матче Кубка Жоана Гампера, проходившем на «Камп Ноу». Дебютировал за клуб 13 августа в матче 1-го тура чемпионата Испании против «Райо Вальекано» (0:0), проведя на поле весь матч. Свои первые мячи за «Барселону» Левандовский забил 21 августа в матче 2-го тура чемпионата Испании против клуба «Реал Сосьедад», оформив дубль. 28 августа оформил дубль в домашнем матче 3-го тура чемпионата Испании против клуба «Реал Вальядолид» (4:0), отличившись на 24-й и 64-й минуте. 7 сентября забил три мяча в матче 1-го тура группового этапа Лиги чемпионов против «Виктории» Пльзень, став первым игроком в истории турнира, оформившим хет-трики за три разные команды (помимо каталонцев — за «Боруссию» Дортмунд и четыре раза за «Баварию»). 8 сентября был признан лучшим игроком недели в Лиге чемпионов. 11 сентября Левандовский побил показатель результативности Криштиану Роналду, забив шесть мячей в первых шести матчах за команду в рамках Ла Лиги. За шесть матчей в составе «Барселоны» Левандовский сделал 11 результативных действий — девять мячей и две голевые передачи. 17 сентября в матче 6-го тура чемпионата Испании против «Эльче» оформил дубль. 12 октября оформил дубль в матче 4-го тура группового этапа Лиги чемпионов против миланского «Интера», и помог команде сыграть вничью 3:3. Несмотря на то, что Левандовский забил пять мячей в этом турнире, его голы не помогли «Барселоне», так как она заняла 3-е место на групповом этапе, что вывело её в плей-офф Лиги Европы второй сезон подряд. 20 октября забил два мяча в ворота «Вильярреала» (3:0), отличившись на 31-й и 35-й минутах. 8 ноября был удалён второй раз в своей клубной карьере за фол на Давиде Гарсии, когда «Барселона» выиграла у «Осасуны» (2:1).
15 января 2023 года стал вместе с «Барселоной» обладателем Суперкубка Испании, в финале был обыгран мадридский «Реал» (3:1), а Левандовский забил мяч. Также в полуфинале турнира он забил мяч и реализовал послематчевый пенальти в матче против «Реал Бетиса» (2:2; 4:2 пен.). 1 апреля 2023 года забил два мяча в матче 27-го тура чемпионата Испании против «Эльче» (4:0). 14 мая 2023 года оформил дубль в матче 34-го тура чемпионата Испании против «Эспаньола» (2:4) и вместе с «Барселоной» досрочно стал победителем турнира. Всего в сезоне 2022/23 провёл за клуб 45 матчей и забил 33 мяча.

#### Сезон без трофеев и 100-й гол в еврокубках (2023—2024)

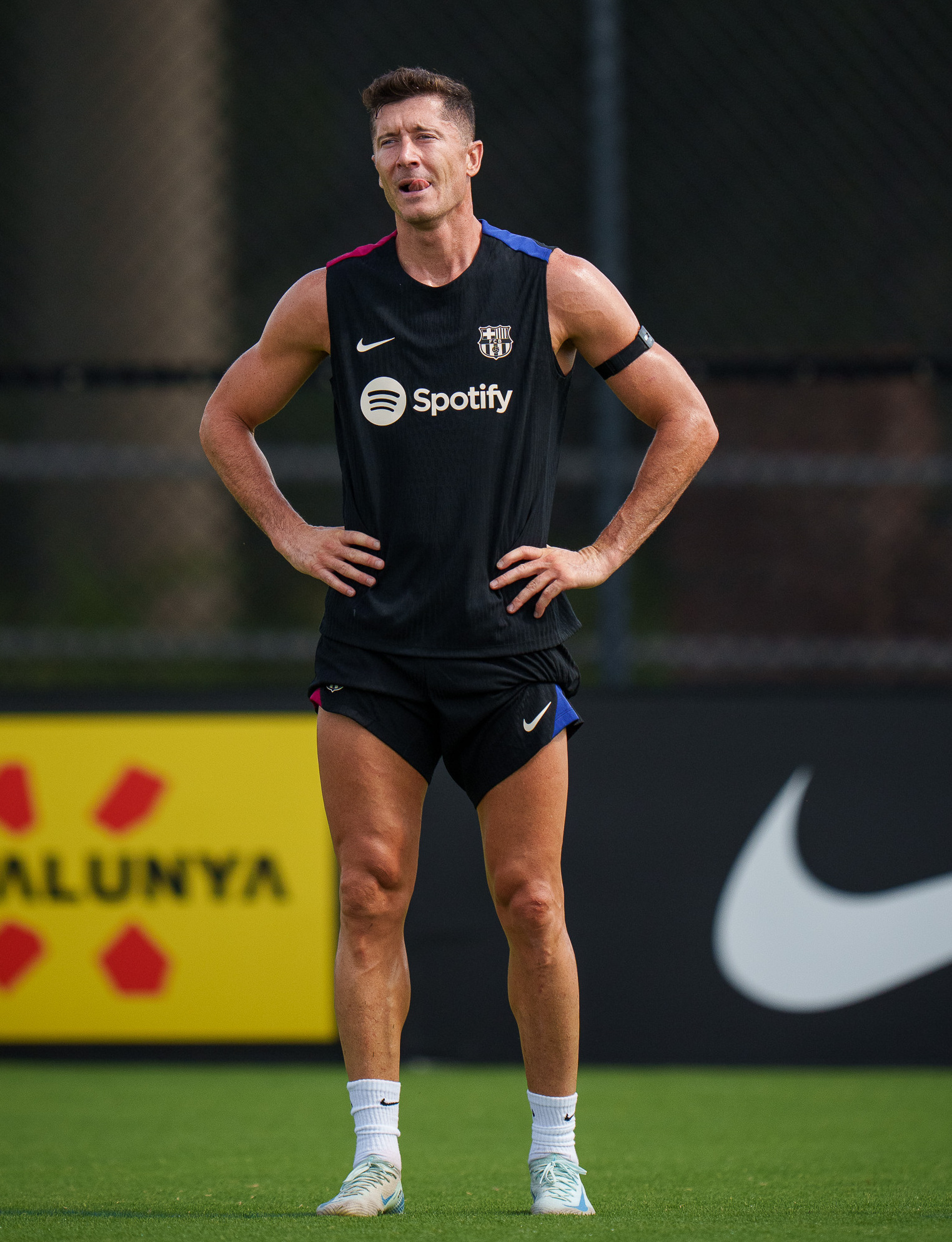
Левандовский в 2024 году во время предсезонного турне «Барселоны» в США

Первый мяч в сезоне 2023/24 забил 27 августа 2023 года в матче 3-го тура чемпионата Испании против «Вильярреала» (4:3), отличившись на 71-й минуте встречи. 19 сентября 2023 года забил мяч в матче Лиги Чемпионов против «Антверпена» (5:0), и таким образом стал третьим футболистом в истории, забившим 100 мячей в еврокубках, после Криштиану Роналду и Лионеля Месси. 23 сентября оформил дубль в матче 6-го тура чемпионата Испании против «Сельты» (3:2), отличившись на 81-й и 85-й минуте встречи. После этого Левандовский не забивал на протяжении шести матчей подряд: в Примере с «Мальоркой», «Севильей», «Реалом» и «Сосьедадом», а также во встречах Лиги чемпионов с «Порту» и «Шахтёром» — что стало худшей серией Левандовского с февраля 2011 года, когда он выступал за дортмундскую «Боруссию». 12 ноября 2023 года забил два мяча в матче 13-го тура чемпионата Испании против «Алавеса» (2:1), отличившись на 53-й и 78-й минуте встречи и тем самым принёс для «Барселоны» победу. За последние 1,5 месяца 2023 года забил за «Барселону» лишь раз — 10 декабря в проигранном матче чемпионата с «Жироной» (2:4). Всего в 14 официальных матчах за «Барселону» с 26 сентября и до конца года Левандовский забивал только в двух («Алавесу» и «Жироне»).
11 января 2024 года в полуфинале Суперкубка Испании забил победный мяч в ворота «Осасуны» (2:0), отличившись на 59-й минуте встречи. В финале турнира забил мяч мадридскому «Реалу» но «сине-гранатовые» проиграли со счётом 1:4. 3 февраля открыл счёт в матче против «Алавеса» (3:1), отличившись на 22-й минуте. 11 февраля забил в ворота «Гранады» на 63-й минуте, но матч закончился в ничью 3:3. 17 февраля сделал дубль в ворота «Сельты» в гостях, и принёс победу каталонцам 2:1. В добавленное ко второму тайму время при счёте 1:1 Ламин Ямаль заработал пенальти, который пошёл бить Левандовский. В первый раз вратарь хозяев Висенте Гуайта отбил удар, выйдя из ворот, но после просмотра арбитра пенальти был перебит, со второго раза поляк реализовал 11-метровый удар. В первом раунде плей-офф Лиги Чемпионов Левандовский встретился с итальянским клубом «Наполи». 21 февраля в Неаполе поляк открыл счёт на 60-й минуте с передачи Педри, но на 75-й минуте Виктор Осимхен сравнял счёт (1:1). В ответном матче на Олимпийском стадионе уже к 17-й минуте «сине-гранатовые» вели 2:0, после мячей Фермина Лопеса и Жуана Канселу, но на 30-й минуте Амир Ррахмани сократил отставание в счёте, а на 83-й минуте Левандовский принёс «Барсе» победу со счётом 3:1. 17 марта в выездном матче Ла Лиги против мадридского «Атлетико» забил мяч и сделал ассистентский дубль, принеся «Барселоне» победу со счётом 3:0. В четвертьфинале Лиги чемпионов Левандовский сыграл 90 минут в обоих матчах против ПСЖ, но забить не смог. В первом матче в Париже «сине-гранатовые» победили со счётом 3:2, но в ответном матче разгромно проиграли 1:4, и вылетели из турнира. 29 апреля 2024 года в матче против «Валенсии» каталонцы после первого тайма проигрывали 1:2, но во втором тайме Левандовский оформил первый хет-трик в чемпионате Испании и матч закончился со счётом 4:2. 4 мая в матче против «Жироны» реализовал пенальти на 45+1-й минуте (2:4). 26 мая 2024 года в последнем матче сезона забил в ворота «Севильи» и помог команде победить со счётом 2:1. По итогу сезона 2023/24 «Барселона» заняла второе место в чемпионате, отстав от лидирующего «Реала» на 10 очков. Всего в сезоне провёл 49 матчей забил 26 мячей.

#### Звание лучшего польского бомбардира в истории Ла Лиги (2024—2025)
Перед началом сезона 2024/25 команду покинул тренер Хави. Вместо него команду возглавил бывший тренер поляка в «Баварии» Ханс-Дитер Флик. Первые мячи в новом сезоне забил уже в 1-м туре Ла Лиги 17 августа 2024 года против «Валенсии» на выезде (2:1). 24 августа забил победный мяч в домашнем матче против баскского «Атлетика», который принёс каталонцам победу 2:1. 22 сентября Роберт сделал дубль в гостевой победе над «Вильярреалом» со счётом 5:1. Три дня спустя забил победный мяч в ворота «Хетафе» (1:0). Таким образом, Левандовский забил свой 49-й мяч в Ла Лиге, став лучшим польским бомбардиром в истории чемпионата Испании, обогнав Яна Урбана. 6 октября сделал хет-трик в выездной победе над «Алавесом» со счётом 3:0. 20 октября поляк оформил дубль в ворота «Севильи» (5:1). Благодаря этому Левандовский обогнал Герда Мюллера и стал четвёртым бомбардиром в истории топ-5 европейских лиг, после Лионеля Месси, Криштиану Роналду и Джимми Гривза.
23 октября забил второй гол в матче с «Баварией» (4:1) в Лиге чемпионов, но не стал праздновать из уважения к своей бывшей команде. 26 октября 2024 года Левандовский забил первый и второй голы в выездном поединке «Барселоны» с «Реалом» (4:0) на «Сантьяго Бернабеу». После этого он был назван лучшим игроком месяца в Ла Лиге, что стало его третьим достижением. 23 ноября он забил в матче с «Сельтой», который завершился вничью 2:2. Забив этот гол, Левандовский записал на свой счёт 14-й сезон подряд, в котором он забил не менее 20 голов за клуб, превзойдя рекорд Лионеля Месси. Три дня спустя поляк вошёл в историю, сделав дубль в победе «Барселоны» над «Брестом» со счётом 3:0, причём первый гол в матче стал его 100-м голом в Лиге чемпионов. Он стал лишь третьим игроком, которому удалось преодолеть отметку в 100 голов в Лиге чемпионов. 7 декабря забил гол в матче с «Реал Бетисом» (2:2). Забив этот гол, Левандовский достиг отметки в 16 голов в своих первых 16 матчах Ла Лиги, сравнявшись с рекордом Месси в сезоне 2018/19.
9 апреля 2025 года Левандовский превзошёл Криштиану Роналду по количеству голов, забитых в Лиге чемпионов после 35 лет — 14. Он достиг этого результата в матче против своего бывшего клуба дортмундской «Боруссии», забив два гола в победе со счётом 4:0 над немецкой командой. Эти голы также принесли ему 99-й гол за «Барселону» и звание лучшего игрока матча.

## Карьера в сборной

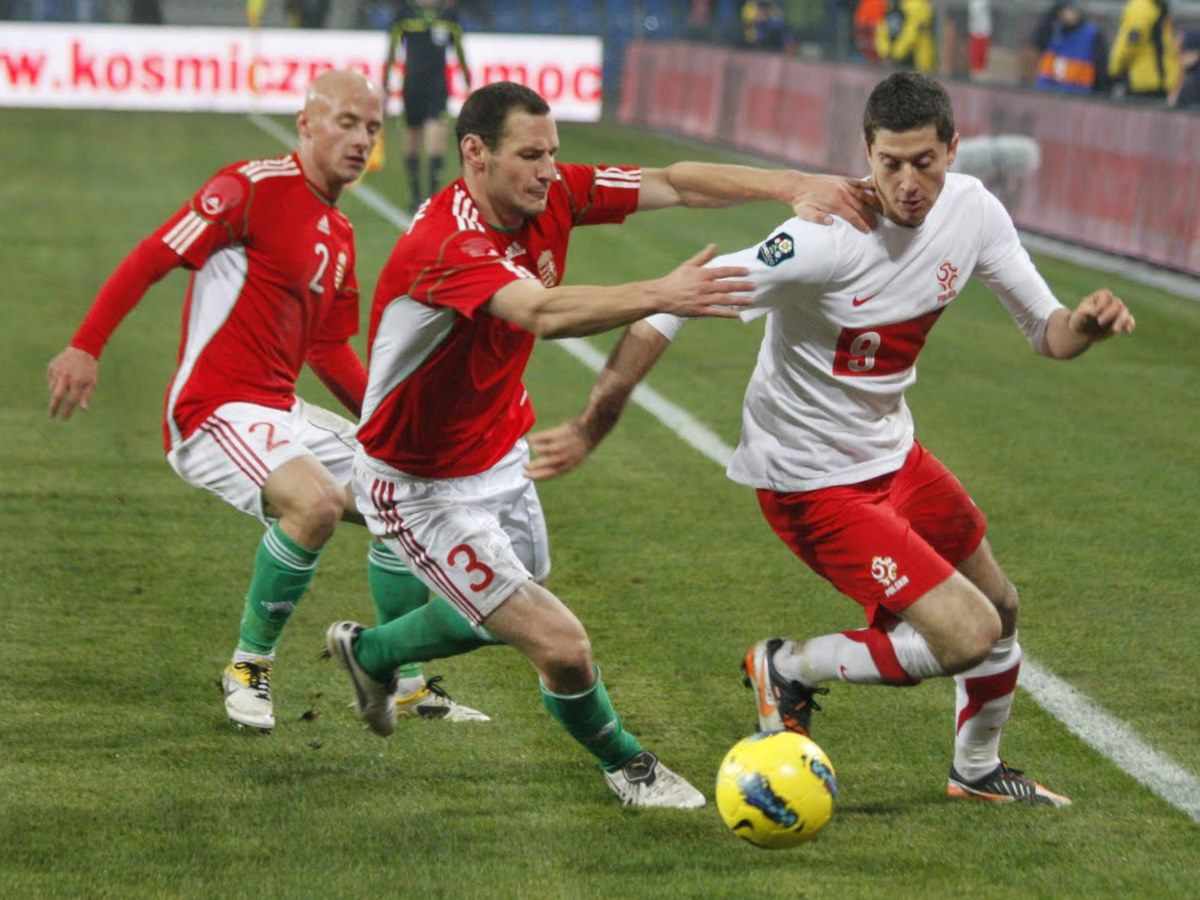
Роберт Левандовский, Йожеф Варга и Вильмош Ванцак во время товарищеского матча в 2011 году

19 апреля 2006 года Роберта Левандовского впервые взяли на сборы сборной Польши до 19 лет, однако впоследствии его перестали приглашать в эту сборную. Чуть более чем год спустя, 26 апреля 2007 года, Левандовский провёл свой первый и единственный матч за сборную до 19 лет, соперником которой была сборная Турции. 1 июня 2008 года он дебютировал за сборную Польши до 21 года в матче против сборной Беларуси.
Дебют Левандовского в составе взрослой национальной сборной состоялся 10 сентября 2008 года, когда главный тренер сборной Польши Лео Бенхаккер включил его в состав на матч отборочного турнира ЧМ-2010 против Сан-Марино, а впоследствии выпустил на замену. Левандовский смог забить мяч в этом матче, и польская сборная победила со счётом 2:0. После того, как Левандовского начали вызывать в сборную Польши, его стал опекать другой игрок сборной — однофамилец Мариуш Левандовский. Сам Роберт Левандовский был тихим и робким в общении. После ухода Бенхаккера ему удалось занять в сборной действительно важное место — это случилось, когда команду возглавил Францишек Смуда, ранее работавший с Левандовским в «Лехе». 1 апреля 2009 года Левандовский вновь забил в ворота Сан-Марино в рамках той же отборочной кампании в матче, который Польша выиграла со счётом 10:0. Смуда включил его в список 23 игроков, заявленных на чемпионат Европы 2012, который проходил в Польше и Украине. 8 июня 2012 года на «Национальном стадионе» в Варшаве в матче открытия Евро-2012 против сборной Греции (1:1) Левандовский забил в ворота Костаса Халкиаса первый гол чемпионата. После окончания игры он был признан лучшим игроком матча. Левандовский вышел на поле во всех трёх играх группового этапа за польскую сборную на турнире, однако она в итоге не смогла пройти в плей-офф.
26 марта 2013 года в матче отборочного турнира чемпионата мира 2014 года против сборной Сан-Марино Роберт Левандовский впервые вышел на поле с капитанской повязкой, он заменял травмированного Якуба Блащиковского. В том матче он забил два мяча с пенальти, а Польша одержала победу со счётом 5:0. По итогам этого отборочного цикла полякам не удалось пробиться на чемпионат мира в Бразилии. 7 сентября 2014 года в матче против сборной Гибралтара (7:0) Левандовский оформил свой первый хет-трик за сборную, а затем забил и четвёртый мяч. В декабре 2014 года главный тренер Адам Навалка объявил, что Левандовский сменит Блащиковского на посту постоянного капитана сборной Польши. В октябре того же года он забил в матче отборочного турнира Евро-2016 мяч в ворота Ирландии, благодаря чему Польша победила 2:1 и прошла в финальную стадию турнира. Всего же за отборочный этап Левандовский забил 13 мячей, повторив рекордный результат Дэвида Хили. Помимо этого в матче отборочного турнира против Грузии 13 июня 2015 года Левандовский стал автором самого быстрого хет-трика в истории сборной Польши: он забил три мяча за четыре минуты.

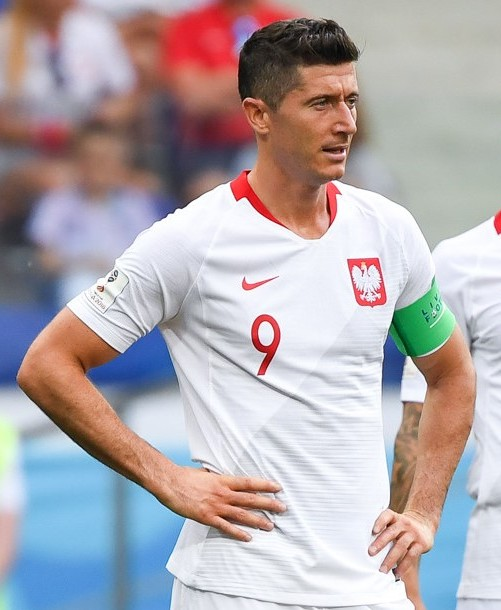
Роберт Левандовский в составе польской сборной на чемпионате мира 2018 года

На самом Евро-2016 Левандовский ни разу не смог пробить по воротам противника вплоть до матча 1/8 финала против Швейцарии. Это было связано с тем, что на турнире он в основном играл на более глубокой позиции, позади другого нападающего Аркадиуша Милика. Команды не смогли выявить победителя ни в основном, ни в дополнительном времени, из-за чего матч должен был завершиться после серии пенальти. Левандовский первым реализовал свой удар, а Польша в итоге победила и впервые в истории прошла в четвертьфинал чемпионата Европы. В следующем матче против Португалии Левандовский забил уже на первых минутах, однако, матч вновь завершился ничьей как в основном, так и в дополнительном времени. На этот раз в серии пенальти сборная Польши потерпела поражение.
5 октября 2017 года Левандовский сделал хет-трик в матче против Армении (общий счёт 6:1), благодаря чему достиг отметки в 50 голов за польскую сборную и превзошёл предыдущий рекорд сборной в 48 голов, принадлежавший Влодзимежу Любаньскому. В отборочном турнире на ЧМ-2018 Левандовский забил 16 мячей, что стало рекордным результатом для квалификационных турниров чемпионата мира. На самом чемпионате мира Левандовский сыграл во всех трёх матчах группового этапа против Сенегала, Колумбии и Японии, однако не смог забить ни одного мяча, а Польша не вышла в раунд плей-офф. 11 октября 2018 года в матче Лиги наций УЕФА 2018/19 года против Португалии Левандовский провёл свой сотый матч за сборную Польши.
10 ноября 2022 года был включён в итоговый состав сборной Польши на чемпионат мира 2022. 26 ноября 2022 года Левандовский впервые в карьере смог забить мяч на чемпионате мира, это произошло в матче против сборной Саудовской Аравии (2:0). На турнире провёл четыре матча и забил два мяча, вместе со сборной дошёл до 1/8 финала.
8 июня 2025 года Левандовский приостановил выступления за сборную Польши до тех пор, пока главный тренер Михал Пробеж занимает свой пост, который лишил Левандовского капитанской повязки. 12 июня 2025 года Пробеж подал в отставку.

## Стиль игры

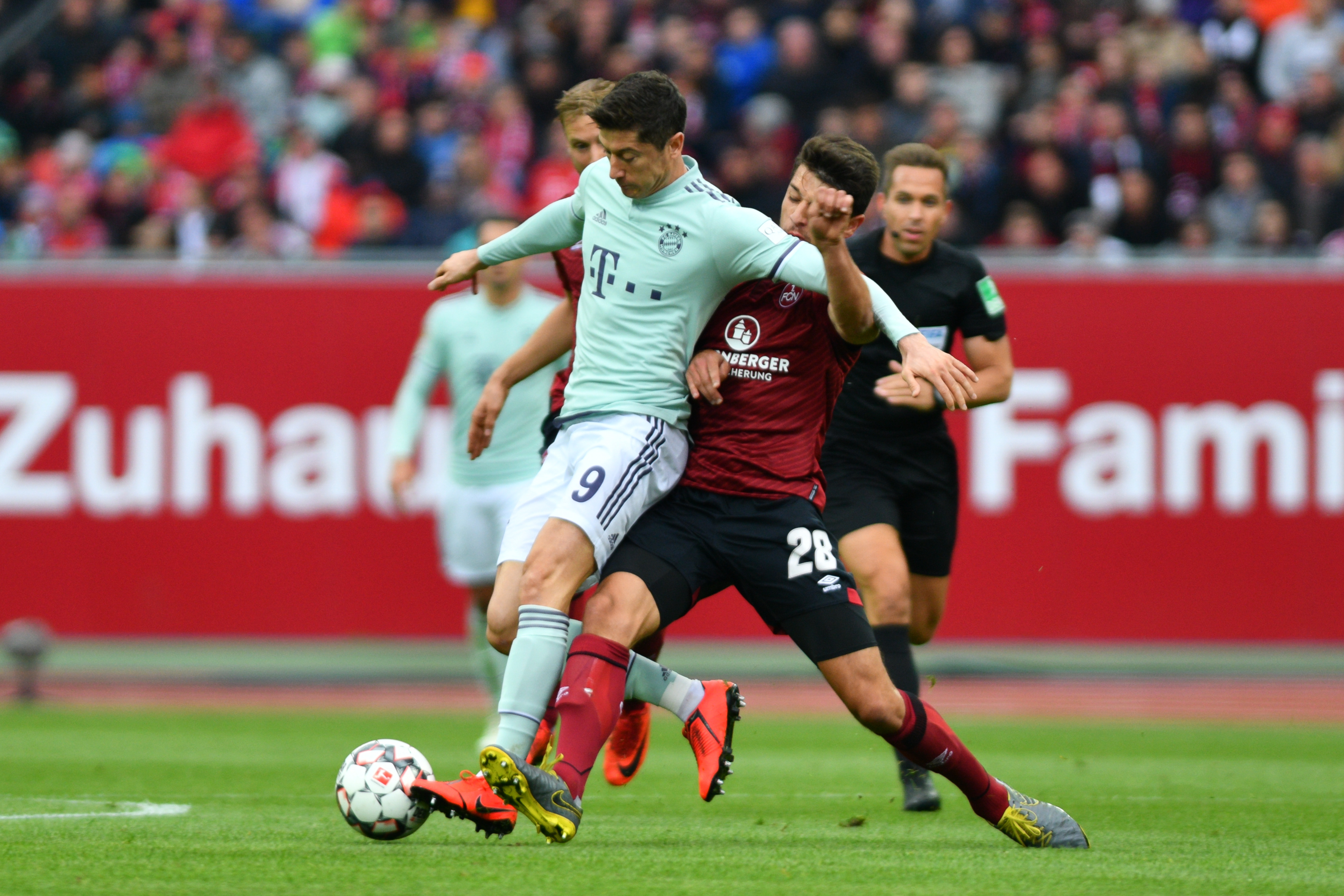
В матче против «Нюрнберга» в 2019 году

Роберт Левандовский считается одним из лучших нападающих в мире. Это эффективный нападающий, который забивает множество мячей как головой, так и обеими ногами. Считается, что Левандовский обладает практически всеми необходимыми качествами для футболиста, который играет на позиции классического центрального нападающего: высоким ростом, силой, чувством равновесия, скоростью, а также игрой сразу двумя ногами, а не одной «рабочей». Несмотря на то, что Левандовский в первую очередь действует непосредственно в штрафной площади, благодаря своим качествам он может удерживать мяч, располагаясь спиной к воротам, и создавать моменты для партнёров по команде. Он способен играть и на более глубоких позициях на поле, чтобы освобождать пространство для других игроков. Левандовский, помимо прочего, является основным исполнителем пенальти в своих командах. Иногда исполняет и штрафные удары. В дополнение к своим игровым способностям, Левандовский не раз получал высокую оценку от прессы, игроков и тренеров за свою высокую работоспособность, а также физическую форму и дисциплину как на поле, так и на тренировках.

## Статистика выступлений

### Клубная
| Выступление         | Выступление      | Выступление      | Чемпионат | Чемпионат | Кубки | Кубки | Еврокубки | Еврокубки | Прочие | Прочие | Итого | Итого |
| Клуб                | Лига             | Сезон            | Игры      | Голы      | Игры  | Голы  | Игры      | Голы      | Игры   | Голы   | Игры  | Голы  |
| ------------------- | ---------------- | ---------------- | --------- | --------- | ----- | ----- | --------- | --------- | ------ | ------ | ----- | ----- |
| Дельта              | Четвёртая лига   | 2004/05          | 17        | 4         | 2     | 0     | —         | —         | —      | —      | 19    | 4     |
| Дельта              | Итого            | Итого            | 17        | 4         | 2     | 0     | —         | —         | —      | —      | 19    | 4     |
| Легия II            | Третья лига      | 2005/06          | 12        | 2         | 1     | 2     | —         | —         | —      | —      | 13    | 4     |
| Легия II            | Итого            | Итого            | 12        | 2         | 1     | 2     | —         | —         | —      | —      | 13    | 4     |
| Знич                | Третья лига      | 2006/07          | 27        | 15        | 2     | 1     | —         | —         | —      | —      | 29    | 16    |
| Знич                | Вторая лига      | 2007/08          | 32        | 21        | 2     | 0     | —         | —         | —      | —      | 34    | 21    |
| Знич                | Итого            | Итого            | 59        | 36        | 4     | 1     | —         | —         | —      | —      | 63    | 37    |
| Лех                 | Экстракласса     | 2008/09          | 30        | 14        | 6     | 2     | 12        | 4         | 0      | 0      | 48    | 20    |
| Лех                 | Экстракласса     | 2009/10          | 28        | 18        | 1     | 0     | 4         | 2         | 1      | 1      | 34    | 21    |
| Лех                 | Итого            | Итого            | 58        | 32        | 7     | 2     | 16        | 6         | 1      | 1      | 82    | 41    |
| Боруссия (Дортмунд) | Бундеслига       | 2010/11          | 33        | 8         | 2     | 0     | 8         | 1         | 0      | 0      | 43    | 9     |
| Боруссия (Дортмунд) | Бундеслига       | 2011/12          | 34        | 22        | 6     | 7     | 6         | 1         | 1      | 0      | 47    | 30    |
| Боруссия (Дортмунд) | Бундеслига       | 2012/13          | 31        | 24        | 4     | 1     | 13        | 10        | 1      | 1      | 49    | 36    |
| Боруссия (Дортмунд) | Бундеслига       | 2013/14          | 33        | 20        | 5     | 2     | 9         | 6         | 1      | 0      | 48    | 28    |
| Боруссия (Дортмунд) | Итого            | Итого            | 131       | 74        | 17    | 10    | 36        | 18        | 3      | 1      | 187   | 103   |
| Бавария             | Бундеслига       | 2014/15          | 31        | 17        | 5     | 2     | 12        | 6         | 1      | 0      | 49    | 25    |
| Бавария             | Бундеслига       | 2015/16          | 32        | 30        | 6     | 3     | 12        | 9         | 1      | 0      | 51    | 42    |
| Бавария             | Бундеслига       | 2016/17          | 33        | 30        | 4     | 5     | 9         | 8         | 1      | 0      | 47    | 43    |
| Бавария             | Бундеслига       | 2017/18          | 30        | 29        | 6     | 6     | 11        | 5         | 1      | 1      | 48    | 41    |
| Бавария             | Бундеслига       | 2018/19          | 33        | 22        | 5     | 7     | 8         | 8         | 1      | 3      | 47    | 40    |
| Бавария             | Бундеслига       | 2019/20          | 31        | 34        | 5     | 6     | 10        | 15        | 1      | 0      | 47    | 55    |
| Бавария             | Бундеслига       | 2020/21          | 29        | 41        | 1     | 0     | 6         | 5         | 4      | 2      | 40    | 48    |
| Бавария             | Бундеслига       | 2021/22          | 34        | 35        | 1     | 0     | 10        | 13        | 1      | 2      | 46    | 50    |
| Бавария             | Итого            | Итого            | 253       | 238       | 33    | 29    | 78        | 69        | 11     | 8      | 375   | 344   |
| Барселона           | Ла Лига          | 2022/23          | 34        | 23        | 3     | 2     | 7         | 6         | 2      | 2      | 46    | 33    |
| Барселона           | Ла Лига          | 2023/24          | 35        | 19        | 3     | 2     | 9         | 3         | 2      | 2      | 49    | 26    |
| Барселона           | Ла Лига          | 2024/25          | 34        | 27        | 3     | 3     | 13        | 11        | 2      | 1      | 52    | 42    |
| Барселона           | Итого            | Итого            | 103       | 69        | 9     | 7     | 29        | 20        | 6      | 5      | 147   | 101   |
| Всего за карьеру    | Всего за карьеру | Всего за карьеру | 633       | 455       | 73    | 51    | 159       | 113       | 21     | 15     | 886   | 634   |

1. ↑  Несмотря на распространённый в русскоязычных СМИ вариант транскрипции этой фамилии как «Левандовски», именно «Левандовский», согласно правилам польско-русской практической транскрипции, является правильным вариантом написания[3].
2. ↑  Кубок Польши, Кубок Германии, Кубок Испании.
3. ↑  Лига Европы УЕФА, Лига чемпионов УЕФА.
4. ↑  Суперкубок Польши, Суперкубок Германии, Суперкубок Испании, Суперкубок УЕФА, Клубный чемпионат мира.

### Статистика за сборную
| Сборная | Год   | Матчи | Голы |
| ------- | ----- | ----- | ---- |
| Польша  | 2008  | 4     | 2    |
| Польша  | 2009  | 12    | 1    |
| Польша  | 2010  | 13    | 6    |
| Польша  | 2011  | 11    | 3    |
| Польша  | 2012  | 10    | 2    |
| Польша  | 2013  | 10    | 3    |
| Польша  | 2014  | 6     | 5    |
| Польша  | 2015  | 7     | 11   |
| Польша  | 2016  | 12    | 8    |
| Польша  | 2017  | 6     | 9    |
| Польша  | 2018  | 11    | 4    |
| Польша  | 2019  | 10    | 6    |
| Польша  | 2020  | 4     | 2    |
| Польша  | 2021  | 12    | 11   |
| Польша  | 2022  | 10    | 4    |
| Польша  | 2023  | 8     | 4    |
| Польша  | 2024  | 10    | 2    |
| Польша  | 2025  | 2     | 1    |
| Всего   | Всего | 158   | 85   |

### Список матчей за сборную
| Матчи Роберта Левандовского за сборную Польши | Матчи Роберта Левандовского за сборную Польши | Матчи Роберта Левандовского за сборную Польши | Матчи Роберта Левандовского за сборную Польши | Матчи Роберта Левандовского за сборную Польши | Матчи Роберта Левандовского за сборную Польши | Матчи Роберта Левандовского за сборную Польши |
| №                                             | Дата                                          | Оппонент                                      | Счёт                                          | Голы                                          | Карточки                                      | Соревнование                                  |
| --------------------------------------------- | --------------------------------------------- | --------------------------------------------- | --------------------------------------------- | --------------------------------------------- | --------------------------------------------- | --------------------------------------------- |
| 1                                             | 10 сентября 2008                              | Сан-Марино                                    | 2:0                                           | 68′                                           | —                                             | Отборочные матчи ЧМ-2010                      |
| 2                                             | 11 октября 2008                               | Чехия                                         | 2:1                                           | —                                             | —                                             | Отборочные матчи ЧМ-2010                      |
| 3                                             | 15 октября 2008                               | Словакия                                      | 1:2                                           | —                                             | —                                             | Отборочные матчи ЧМ-2010                      |
| 4                                             | 19 ноября 2008                                | Ирландия                                      | 3:2                                           | 89′                                           | —                                             | Товарищеский матч                             |
| 5                                             | 11 февраля 2009                               | Уэльс                                         | 1:0                                           | —                                             | —                                             | Товарищеский матч                             |
| 6                                             | 28 марта 2009                                 | Северная Ирландия                             | 2:3                                           | —                                             | —                                             | Отборочные матчи ЧМ-2010                      |
| 7                                             | 1 апреля 2009                                 | Сан-Марино                                    | 10:0                                          | 43′                                           | —                                             | Отборочные матчи ЧМ-2010                      |
| 8                                             | 6 июня 2009                                   | ЮАР                                           | 0:1                                           | —                                             | —                                             | Товарищеский матч                             |
| 9                                             | 9 июня 2009                                   | Ирак                                          | 1:1                                           | —                                             | —                                             | Товарищеский матч                             |
| 10                                            | 12 августа 2009                               | Греция                                        | 2:0                                           | —                                             | —                                             | Товарищеский матч                             |
| 11                                            | 5 сентября 2009                               | Северная Ирландия                             | 1:1                                           | —                                             | —                                             | Отборочные матчи ЧМ-2010                      |
| 12                                            | 9 сентября 2009                               | Словения                                      | 0:3                                           | —                                             | —                                             | Отборочные матчи ЧМ-2010                      |
| 13                                            | 10 октября 2009                               | Чехия                                         | 0:2                                           | —                                             | —                                             | Отборочные матчи ЧМ-2010                      |
| 14                                            | 14 октября 2009                               | Словакия                                      | 0:1                                           | —                                             | —                                             | Отборочные матчи ЧМ-2010                      |
| 15                                            | 14 ноября 2009                                | Румыния                                       | 0:1                                           | —                                             | 16'                                           | Товарищеский матч                             |
| 16                                            | 18 ноября 2009                                | Канада                                        | 1:0                                           | —                                             | —                                             | Товарищеский матч                             |
| 17                                            | 17 января 2010                                | Дания                                         | 1:3                                           | —                                             | —                                             | Товарищеский матч                             |
| 18                                            | 20 января 2010                                | Таиланд                                       | 3:1                                           | —                                             | —                                             | Товарищеский матч                             |
| 19                                            | 23 января 2010                                | Сингапур                                      | 6:1                                           | 26′ (пен.), 37′                               | —                                             | Товарищеский матч                             |
| 20                                            | 3 марта 2010                                  | Болгария                                      | 2:0                                           | 62′                                           | —                                             | Товарищеский матч                             |
| 21                                            | 29 мая 2010                                   | Финляндия                                     | 0:0                                           | —                                             | —                                             | Товарищеский матч                             |
| 22                                            | 2 июня 2010                                   | Сербия                                        | 0:0                                           | —                                             | —                                             | Товарищеский матч                             |
| 23                                            | 8 июня 2010                                   | Испания                                       | 0:6                                           | —                                             | —                                             | Товарищеский матч                             |
| 24                                            | 11 августа 2010                               | Камерун                                       | 0:3                                           | —                                             | —                                             | Товарищеский матч                             |
| 25                                            | 4 сентября 2010                               | Украина                                       | 1:1                                           | —                                             | —                                             | Товарищеский матч                             |
| 26                                            | 7 сентября 2010                               | Австралия                                     | 1:2                                           | 18′                                           | —                                             | Товарищеский матч                             |
| 27                                            | 9 октября 2010                                | США                                           | 2:2                                           | —                                             | —                                             | Товарищеский матч                             |
| 28                                            | 12 октября 2010                               | Эквадор                                       | 2:2                                           | —                                             | —                                             | Товарищеский матч                             |
| 29                                            | 17 ноября 2010                                | Кот-д’Ивуар                                   | 3:1                                           | 19′, 80′                                      | —                                             | Товарищеский матч                             |
| 30                                            | 9 февраля 2011                                | Норвегия                                      | 1:0                                           | 19′                                           | —                                             | Товарищеский матч                             |
| 31                                            | 25 марта 2011                                 | Литва                                         | 0:2                                           | —                                             | —                                             | Товарищеский матч                             |
| 32                                            | 29 марта 2011                                 | Греция                                        | 0:0                                           | —                                             | —                                             | Товарищеский матч                             |
| 33                                            | 5 июня 2011                                   | Аргентина                                     | 2:1                                           | —                                             | 84'                                           | Товарищеский матч                             |
| 34                                            | 9 июня 2011                                   | Франция                                       | 0:1                                           | —                                             | —                                             | Товарищеский матч                             |
| 35                                            | 10 августа 2011                               | Грузия                                        | 1:0                                           | —                                             | —                                             | Товарищеский матч                             |
| 36                                            | 6 сентября 2011                               | Германия                                      | 2:2                                           | 54′                                           | —                                             | Товарищеский матч                             |
| 37                                            | 7 октября 2011                                | Республика Корея                              | 2:2                                           | 29′                                           | —                                             | Товарищеский матч                             |
| 38                                            | 11 октября 2011                               | Беларусь                                      | 2:0                                           | 69′                                           | —                                             | Товарищеский матч                             |
| 39                                            | 11 ноября 2011                                | Италия                                        | 0:2                                           | —                                             | —                                             | Товарищеский матч                             |
| 40                                            | 15 ноября 2011                                | Венгрия                                       | 2:1                                           | —                                             | —                                             | Товарищеский матч                             |
| 41                                            | 26 мая 2012                                   | Словакия                                      | 1:0                                           | —                                             | —                                             | Товарищеский матч                             |
| 42                                            | 2 июня 2012                                   | Андорра                                       | 4:0                                           | 37′                                           | —                                             | Товарищеский матч                             |
| 43                                            | 8 июня 2012                                   | Греция                                        | 1:1                                           | 17′                                           | —                                             | ЧЕ-2012. Групповой этап                       |
| 44                                            | 12 июня 2012                                  | Россия                                        | 1:1                                           | —                                             | 60'                                           | ЧЕ-2012. Групповой этап                       |
| 45                                            | 16 июня 2012                                  | Чехия                                         | 0:1                                           | —                                             | —                                             | ЧЕ-2012. Групповой этап                       |
| 46                                            | 15 августа 2012                               | Эстония                                       | 0:1                                           | —                                             | —                                             | Товарищеский матч                             |
| 47                                            | 7 сентября 2012                               | Черногория                                    | 2:2                                           | —                                             | —                                             | Отборочные матчи ЧМ-2014                      |
| 48                                            | 11 сентября 2012                              | Молдова                                       | 2:0                                           | —                                             | —                                             | Отборочные матчи ЧМ-2014                      |
| 49                                            | 17 октября 2012                               | Англия                                        | 1:1                                           | —                                             | —                                             | Отборочные матчи ЧМ-2014                      |
| 50                                            | 14 ноября 2012                                | Уругвай                                       | 1:3                                           | —                                             | —                                             | Товарищеский матч                             |
| 51                                            | 6 февраля 2013                                | Ирландия                                      | 0:2                                           | —                                             | —                                             | Товарищеский матч                             |
| 52                                            | 22 марта 2013                                 | Украина                                       | 1:3                                           | —                                             | —                                             | Отборочные матчи ЧМ-2014                      |
| 53                                            | 26 марта 2013                                 | Сан-Марино                                    | 5:0                                           | 21′ (пен.), 50′ (пен.)                        | —                                             | Отборочные матчи ЧМ-2014                      |
| 54                                            | 7 июня 2013                                   | Молдова                                       | 1:1                                           | —                                             | —                                             | Отборочные матчи ЧМ-2014                      |
| 55                                            | 14 августа 2013                               | Дания                                         | 3:2                                           | —                                             | 36'                                           | Товарищеский матч                             |
| 56                                            | 6 сентября 2013                               | Черногория                                    | 1:1                                           | 16′                                           | —                                             | Отборочные матчи ЧМ-2014                      |
| 57                                            | 11 октября 2013                               | Украина                                       | 0:1                                           | —                                             | —                                             | Отборочные матчи ЧМ-2014                      |
| 58                                            | 15 октября 2013                               | Англия                                        | 0:2                                           | —                                             | —                                             | Отборочные матчи ЧМ-2014                      |
| 59                                            | 15 ноября 2013                                | Словакия                                      | 0:2                                           | —                                             | —                                             | Товарищеский матч                             |
| 60                                            | 19 ноября 2013                                | Ирландия                                      | 0:0                                           | —                                             | —                                             | Товарищеский матч                             |
| 61                                            | 6 июня 2014                                   | Литва                                         | 2:1                                           | 79′ (пен.)                                    | —                                             | Товарищеский матч                             |
| 62                                            | 7 сентября 2014                               | Гибралтар                                     | 7:0                                           | 50′, 53′, 86′, 90+2′                          | —                                             | Отборочные матчи ЧЕ-2016                      |
| 63                                            | 11 октября 2014                               | Германия                                      | 2:0                                           | —                                             | 56'                                           | Отборочные матчи ЧЕ-2016                      |
| 64                                            | 14 октября 2014                               | Шотландия                                     | 2:2                                           | —                                             | —                                             | Отборочные матчи ЧЕ-2016                      |
| 65                                            | 14 ноября 2014                                | Грузия                                        | 4:0                                           | —                                             | —                                             | Отборочные матчи ЧЕ-2016                      |
| 66                                            | 18 ноября 2014                                | Швейцария                                     | 2:2                                           | —                                             | —                                             | Товарищеский матч                             |
| 67                                            | 29 марта 2015                                 | Ирландия                                      | 1:1                                           | —                                             | —                                             | Отборочные матчи ЧЕ-2016                      |
| 68                                            | 13 июня 2015                                  | Грузия                                        | 4:0                                           | 89′, 90+2′, 90+3′                             | —                                             | Отборочные матчи ЧЕ-2016                      |
| 69                                            | 4 сентября 2015                               | Германия                                      | 1:3                                           | 36′                                           | —                                             | Отборочные матчи ЧЕ-2016                      |
| 70                                            | 7 сентября 2015                               | Гибралтар                                     | 8:1                                           | 19′, 29′                                      | —                                             | Отборочные матчи ЧЕ-2016                      |
| 71                                            | 8 октября 2015                                | Шотландия                                     | 2:2                                           | 3′, 90+4′                                     | —                                             | Отборочные матчи ЧЕ-2016                      |
| 72                                            | 11 октября 2015                               | Ирландия                                      | 2:1                                           | 42′                                           | —                                             | Отборочные матчи ЧЕ-2016                      |
| 73                                            | 13 ноября 2015                                | Исландия                                      | 4:2                                           | 76′, 80′                                      | —                                             | Товарищеский матч                             |
| 74                                            | 23 марта 2016                                 | Сербия                                        | 1:0                                           | —                                             | —                                             | Товарищеский матч                             |
| 75                                            | 26 марта 2016                                 | Финляндия                                     | 5:0                                           | —                                             | —                                             | Товарищеский матч                             |
| 76                                            | 1 июня 2016                                   | Нидерланды                                    | 1:2                                           | —                                             | 63'                                           | Товарищеский матч                             |
| 77                                            | 12 июня 2016                                  | Северная Ирландия                             | 1:0                                           | —                                             | —                                             | ЧЕ-2016. Групповой этап                       |
| 78                                            | 16 июня 2016                                  | Германия                                      | 0:0                                           | —                                             | —                                             | ЧЕ-2016. Групповой этап                       |
| 79                                            | 21 июня 2016                                  | Украина                                       | 1:0                                           | —                                             | —                                             | ЧЕ-2016. Групповой этап                       |
| 80                                            | 25 июня 2016                                  | Швейцария                                     | 1:1 (5:4 пен.)                                | —                                             | —                                             | ЧЕ-2016. 1/8 финала                           |
| 81                                            | 30 июня 2016                                  | Португалия                                    | 1:1 (3:5 пен.)                                | 2′                                            | —                                             | ЧЕ-2016. 1/4 финала                           |
| 82                                            | 4 сентября 2016                               | Казахстан                                     | 2:2                                           | 35′ (пен.)                                    | 18'                                           | Отборочные матчи ЧМ-2018                      |
| 83                                            | 8 октября 2016                                | Дания                                         | 3:2                                           | 20′, 36′ (пен.), 48′                          | —                                             | Отборочные матчи ЧМ-2018                      |
| 84                                            | 11 октября 2016                               | Армения                                       | 2:1                                           | 90+5′                                         | —                                             | Отборочные матчи ЧМ-2018                      |
| 85                                            | 11 ноября 2016                                | Румыния                                       | 3:0                                           | 83′, 90+1′ (пен.)                             | —                                             | Отборочные матчи ЧМ-2018                      |
| 86                                            | 26 марта 2017                                 | Черногория                                    | 2:1                                           | 40′                                           | —                                             | Отборочные матчи ЧМ-2018                      |
| 87                                            | 10 июня 2017                                  | Румыния                                       | 3:1                                           | 29′ (пен.), 57′, 62′ (пен.)                   | —                                             | Отборочные матчи ЧМ-2018                      |
| 88                                            | 1 сентября 2017                               | Дания                                         | 0:4                                           | —                                             | —                                             | Отборочные матчи ЧМ-2018                      |
| 89                                            | 4 сентября 2017                               | Казахстан                                     | 3:0                                           | 86′ (пен.)                                    | —                                             | Отборочные матчи ЧМ-2018                      |
| 90                                            | 5 октября 2017                                | Армения                                       | 6:1                                           | 18′, 25′, 64′                                 | —                                             | Отборочные матчи ЧМ-2018                      |
| 91                                            | 8 октября 2017                                | Черногория                                    | 4:2                                           | 85′                                           | —                                             | Отборочные матчи ЧМ-2018                      |
| 92                                            | 23 марта 2018                                 | Нигерия                                       | 0:1                                           | —                                             | —                                             | Товарищеский матч                             |
| 93                                            | 27 марта 2018                                 | Республика Корея                              | 3:2                                           | 32′                                           | —                                             | Товарищеский матч                             |
| 94                                            | 8 июня 2018                                   | Чили                                          | 2:2                                           | 30′                                           | —                                             | Товарищеский матч                             |
| 95                                            | 12 июня 2018                                  | Литва                                         | 4:0                                           | 19′, 33′                                      | —                                             | Товарищеский матч                             |
| 96                                            | 19 июня 2018                                  | Сенегал                                       | 1:2                                           | —                                             | —                                             | ЧМ-2018. Групповой этап                       |
| 97                                            | 24 июня 2018                                  | Колумбия                                      | 0:3                                           | —                                             | —                                             | ЧМ-2018. Групповой этап                       |
| 98                                            | 28 июня 2018                                  | Япония                                        | 1:0                                           | —                                             | —                                             | ЧМ-2018. Групповой этап                       |
| 99                                            | 7 сентября 2018                               | Италия                                        | 1:1                                           | —                                             | —                                             | Лига наций УЕФА 2018/19. Групповой этап       |
| 100                                           | 11 октября 2018                               | Португалия                                    | 2:3                                           | —                                             | —                                             | Лига наций УЕФА 2018/19. Групповой этап       |
| 101                                           | 14 октября 2018                               | Италия                                        | 0:1                                           | —                                             | —                                             | Лига наций УЕФА 2018/19. Групповой этап       |
| 102                                           | 15 ноября 2018                                | Чехия                                         | 0:1                                           | —                                             | —                                             | Товарищеский матч                             |
| 103                                           | 21 марта 2019                                 | Австрия                                       | 1:0                                           | —                                             | —                                             | Отборочные матчи ЧЕ-2020                      |
| 104                                           | 24 марта 2019                                 | Латвия                                        | 2:0                                           | 76′                                           | —                                             | Отборочные матчи ЧЕ-2020                      |
| 105                                           | 7 июня 2019                                   | Северная Македония                            | 1:0                                           | —                                             | —                                             | Отборочные матчи ЧЕ-2020                      |
| 106                                           | 10 июня 2019                                  | Израиль                                       | 4:0                                           | 56′ (пен.)                                    | —                                             | Отборочные матчи ЧЕ-2020                      |
| 107                                           | 6 сентября 2019                               | Словения                                      | 0:2                                           | —                                             | —                                             | Отборочные матчи ЧЕ-2020                      |
| 108                                           | 9 сентября 2019                               | Австрия                                       | 0:0                                           | —                                             | —                                             | Отборочные матчи ЧЕ-2020                      |
| 109                                           | 10 октября 2019                               | Латвия                                        | 3:0                                           | 9′, 13′, 76′                                  | —                                             | Отборочные матчи ЧЕ-2020                      |
| 110                                           | 13 октября 2019                               | Северная Македония                            | 2:0                                           | —                                             | —                                             | Отборочные матчи ЧЕ-2020                      |
| 111                                           | 16 ноября 2019                                | Израиль                                       | 2:1                                           | —                                             | —                                             | Отборочные матчи ЧЕ-2020                      |
| 112                                           | 19 ноября 2019                                | Словения                                      | 3:2                                           | 54′                                           | —                                             | Отборочные матчи ЧЕ-2020                      |
| 113                                           | 11 октября 2020                               | Италия                                        | 0:0                                           | —                                             | —                                             | Лига наций УЕФА 2020/21. Групповой этап       |
| 114                                           | 14 октября 2020                               | Босния и Герцеговина                          | 3:0                                           | 40′, 52′                                      | —                                             | Лига наций УЕФА 2020/21. Групповой этап       |
| 115                                           | 15 ноября 2020                                | Италия                                        | 0:2                                           | —                                             | —                                             | Лига наций УЕФА 2020/21. Групповой этап       |
| 116                                           | 18 ноября 2020                                | Нидерланды                                    | 1:2                                           | —                                             | —                                             | Лига наций УЕФА 2020/21. Групповой этап       |
| 117                                           | 25 марта 2021                                 | Венгрия                                       | 3:3                                           | 82′                                           | —                                             | Отборочные матчи ЧМ-2022                      |
| 118                                           | 28 марта 2021                                 | Андорра                                       | 3:0                                           | 30, 55′                                       | —                                             | Отборочные матчи ЧМ-2022                      |
| 119                                           | 8 июня 2021                                   | Исландия                                      | 2:2                                           | —                                             | —                                             | Товарищеский матч                             |
| 120                                           | 14 июня 2021                                  | Словакия                                      | 1:2                                           | —                                             | —                                             | Финальные матчи ЧЕ-2020                       |
| 121                                           | 19 июня 2021                                  | Испания                                       | 1:1                                           | 54′                                           | 90+3'                                         | Финальные матчи ЧЕ-2020                       |
| 122                                           | 23 июня 2021                                  | Швеция                                        | 2:3                                           | 61, 84′                                       | —                                             | Финальные матчи ЧЕ-2020                       |
| 123                                           | 2 сентября 2021                               | Албания                                       | 4:1                                           | 12′                                           | —                                             | Отборочные матчи ЧМ-2022                      |
| 124                                           | 5 сентября 2021                               | Сан-Марино                                    | 7:1                                           | 4, 21′                                        | —                                             | Отборочные матчи ЧМ-2022                      |
| 125                                           | 8 сентября 2021                               | Англия                                        | 1:1                                           | —                                             | —                                             | Отборочные матчи ЧМ-2022                      |
| 126                                           | 9 октября 2021                                | Сан-Марино                                    | 5:0                                           | —                                             | —                                             | Отборочные матчи ЧМ-2022                      |
| 127                                           | 12 октября 2021                               | Албания                                       | 1:0                                           | —                                             | —                                             | Отборочные матчи ЧМ-2022                      |
| 128                                           | 12 ноября 2021                                | Андорра                                       | 4:1                                           | 5, 73′                                        | —                                             | Отборочные матчи ЧМ-2022                      |
| 129                                           | 29 марта 2022                                 | Швеция                                        | 2:0                                           | 49′                                           | 77'                                           | Отборочные матчи ЧМ-2022                      |
| 130                                           | 1 июня 2022                                   | Уэльс                                         | 2:1                                           | —                                             | —                                             | Лига наций УЕФА 2022/2023                     |
| 131                                           | 8 июня 2022                                   | Бельгия                                       | 1:6                                           | 28′                                           | —                                             | Лига наций УЕФА 2022/2023                     |
| 132                                           | 14 июня 2022                                  | Бельгия                                       | 0:1                                           | —                                             | —                                             | Лига наций УЕФА 2022/2023                     |
| 133                                           | 22 сентября 2022                              | Нидерланды                                    | 0:2                                           | —                                             | —                                             | Лига наций УЕФА 2022/2023                     |
| 134                                           | 25 сентября 2022                              | Уэльс                                         | 1:0                                           | —                                             | —                                             | Лига наций УЕФА 2022/2023                     |
| 135                                           | 22 ноября 2022                                | Мексика                                       | 0:0                                           | —                                             | —                                             | Финальные матчи ЧМ-2022                       |
| 136                                           | 26 ноября 2022                                | Саудовская Аравия                             | 2:0                                           | 82′                                           | —                                             | Финальные матчи ЧМ-2022                       |
| 137                                           | 30 ноября 2022                                | Аргентина                                     | 0:2                                           | —                                             | —                                             | Финальные матчи ЧМ-2022                       |
| 138                                           | 4 декабря 2022                                | Франция                                       | 1:3                                           | 90+9′ (пен.)                                  | —                                             | Финальные матчи ЧМ-2022                       |
| 139                                           | 24 марта 2023                                 | Чехия                                         | 1:3                                           | —                                             | —                                             | Отборочные матчи ЧЕ-2024                      |
| 140                                           | 27 марта 2023                                 | Албания                                       | 1:0                                           | —                                             | —                                             | Отборочные матчи ЧЕ-2024                      |
| 141                                           | 16 июня 2023                                  | Германия                                      | 1:0                                           | —                                             | —                                             | Товарищеский матч                             |
| 142                                           | 20 июня 2023                                  | Молдова                                       | 2:3                                           | 34′                                           | —                                             | Отборочные матчи ЧЕ-2024                      |
| 143                                           | 7 сентября 2023                               | Фарерские острова                             | 2:0                                           | 73′ (пен.), 83′                               | —                                             | Отборочные матчи ЧЕ-2024                      |
| 144                                           | 10 сентября 2023                              | Албания                                       | 0:2                                           | —                                             | —                                             | Отборочные матчи ЧЕ-2024                      |
| 145                                           | 17 ноября 2023                                | Чехия                                         | 1:1                                           | —                                             | —                                             | Отборочные матчи ЧЕ-2024                      |
| 146                                           | 21 ноября 2023                                | Латвия                                        | 2:0                                           | 48′                                           | —                                             | Товарищеский матч                             |
| 147                                           | 21 марта 2024                                 | Эстония                                       | 5:1                                           | —                                             | —                                             | Отборочные матчи ЧЕ-2024                      |
| 148                                           | 26 марта 2024                                 | Уэльс                                         | 0:0 (5:4 пен.)                                | —                                             | —                                             | Отборочные матчи ЧЕ-2024                      |
| 149                                           | 7 июня 2024                                   | Украина                                       | 3:1                                           | —                                             | —                                             | Товарищеский матч                             |
| 150                                           | 10 июня 2024                                  | Турция                                        | 2:1                                           | —                                             | —                                             | Товарищеский матч                             |
| 151                                           | 21 июня 2024                                  | Австрия                                       | 1:3                                           | —                                             | 64'                                           | ЧЕ-2024. Групповой этап                       |
| 152                                           | 25 июня 2024                                  | Франция                                       | 1:1                                           | 79′ (пен.)                                    | —                                             | ЧЕ-2024. Групповой этап                       |
| 153                                           | 5 сентября 2024                               | Шотландия                                     | 3:2                                           | 44′ (пен.)                                    | —                                             | Лига наций УЕФА 2024/2025                     |
| 154                                           | 8 сентября 2024                               | Хорватия                                      | 0:1                                           | —                                             | —                                             | Лига наций УЕФА 2024/2025                     |
| 155                                           | 12 октября 2024                               | Португалия                                    | 1:3                                           | —                                             | —                                             | Лига наций УЕФА 2024/2025                     |
| 156                                           | 15 октября 2024                               | Хорватия                                      | 3:3                                           | —                                             | —                                             | Лига наций УЕФА 2024/2025                     |
| 157                                           | 21 марта 2025                                 | Литва                                         | 1:0                                           | 81′                                           | —                                             | Отборочные матчи ЧМ-2026                      |
| 158                                           | 24 марта 2025                                 | Мальта                                        | 2:0                                           | —                                             | —                                             | Отборочные матчи ЧМ-2026                      |

Итого: 158 матчей / 85 голов; 75 побед, 36 ничьих, 47 поражений.

## Достижения

### Командные достижения
«Знич»
- Победитель Третьей лиги Польши: 2006/07

«Лех»
- Чемпион Польши: 2009/10
- Обладатель Кубка Польши: 2008/09
- Обладатель Суперкубка Польши: 2009

«Боруссия» Дортмунд
- Чемпион Германии (2): 2010/11, 2011/12
- Обладатель Кубка Германии: 2011/12
- Обладатель Суперкубка Германии: 2013

«Бавария»
- Чемпион Германии (8): 2014/15, 2015/16, 2016/17, 2017/18, 2018/19, 2019/20, 2020/21, 2021/22
- Обладатель Кубка Германии (3): 2015/16, 2018/19, 2019/20
- Обладатель Суперкубка Германии (5): 2016, 2017, 2018, 2020, 2021
- Победитель Лиги чемпионов УЕФА: 2019/20
- Обладатель Суперкубка УЕФА: 2020
- Победитель Клубного чемпионата мира: 2020

«Барселона»
- Чемпион Испании (2): 2022/23, 2024/25
- Обладатель Кубка Испании: 2024/25
- Обладатель Суперкубка Испании (2): 2023, 2025

### Личные достижения
- Обладатель «Золотой бутсы» (2): 2020/21[268], 2021/22[269]
- Обладатель награды The Best FIFA Men’s Player (2): 2020[147], 2021[270]
- Обладатель приза лучшему футболисту года в Европе по версии УЕФА: 2020[271]
- Лучший футболист года по версии Globe Soccer Awards: 2020[272]
- Обладатель Трофея Герда Мюллера (2): 2021[273], 2022[274]
- Лучший бомбардир чемпионата Польши: 2009/10 (18 голов)[275]
- Футболист года в Польше (12): 2011, 2012, 2013, 2014, 2015, 2016, 2017, 2019, 2020, 2021, 2022, 2024
- Игрок сезона в Бундеслиге (3): 2016/17, 2019/20[276][277], 2020/21[источник не указан 642 дня]
- Игрок сезона в Бундеслиге по мнению VDV (5): 2012/13[278], 2016/17[279], 2017/18[280], 2019/20[281], 2020/21[282]
- Футболист года в Германии (2): 2020[283], 2021[284]
- Лучший бомбардир чемпионата Германии (7): 2013/14, 2015/16, 2017/18, 2018/19, 2019/20, 2020/21, 2021/22
- Лучший бомбардир Кубка Германии (5): 2011/12, 2016/17, 2017/18, 2018/19, 2019/20
- Лучший спортсмен года в Польше (2): 2015[285], 2020[286]
- Лучший бомбардир квалификации Евро-2016
- Лучший бомбардир квалификации ЧМ-2018
- Лучший бомбардир Лиги чемпионов: 2019/20
- Лучший ассистент Лиги чемпионов: 2019/20[287]
- Лучший нападающий Лиги чемпионов: 2019/20[288]
- Лучший игрок Клубного чемпионата мира: 2020[289]
- Входит в символическую сборную Лиги чемпионов (3): 2015/16[290], 2016/17[291], 2019/20[292]
- Входит в символическую сборную года по версии УЕФА (2): 2019[293], 2020[294]
- Входит в символическую сборную сезона по версии European Sports Media: 2019/20[295]
- Лучший игрок года по версии World Soccer: 2020[296]
- Лучший игрок года по версии FourFourTwo[англ.]: 2020[297]
- Лучший игрок года по версии The Guardian: 2020[298]
- Лучший игрок года по версии Goal: 2020[299]
- Лучший игрок сезона в «Баварии»: 2019/20[300]
- Лучший нападающий года по версии France Football: 2021[301]
- Обладатель приза IFFHS лучшему игроку мира (2): 2020, 2021[302]
- Обладатель приза IFFHS лучшему бомбардиру в топ-лигах: 2021[302]
- Обладатель приза IFFHS лучшему бомбардиру в международных турнирах (2): 2015, 2021[302]
- Обладатель приза IFFHS лучшему бомбардиру по итогам календарного года (3): 2019, 2020, 2021[302]
- Обладатель Трофея Пичичи, как лучший бомбардир чемпионата Испании: 2022/23[275]
- Игрок месяца Ла Лиги (3): октябрь 2022[303], февраль 2024[304], октябрь 2024[305]
- Входит в символическую сборную Ла Лиги (3): 2022/23[306], 2023/24[307], 2024/25[308]

### Награды
- Кавалер Командорского креста ордена Возрождения Польши (2021)[7]
- Кавалер ордена Улыбки (2022)

## Рекорды
- Лучший бомбардир в истории сборной Польши: 74 гола[a]
- Рекордсмен по количеству матчей за сборную Польши: 128 матчей[a]
- Первый игрок в истории сборной Польши, отличившийся забитым мячом в семи матчах подряд[309]
- Автор самого быстрого хет-трика в истории сборной Польши (за 4 минуты)[310]
- Рекордсмен Бундеслиги по количеству голов за один сезон: 41 мяч[311]
- Рекордсмен Бундеслиги по количеству голов за календарный год: 43 мяча[312]
- Рекордсмен Бундеслиги по количеству голов на выезде: 126 голов
- Автор самого быстрого хет-трика в истории Бундеслиги (за 4 минуты)[313]
- Автор самого быстрого покера в истории Бундеслиги (за 7 минут)[313]
- Автор самого быстрого пента-трика в истории Бундеслиги (за 9 минут)[313]
- Первый игрок в истории Бундеслиги, забивший пять мячей после выхода на поле со скамейки запасных[314]
- Рекордсмен по голам в финалах Кубка Германии[315]
- Самый результативный иностранец в истории Бундеслиги, а также второй лучший бомбардир этого соревнования[316]
- Самый результативный иностранец в истории «Баварии», а также второй лучший бомбардир этого клуба[11]
- Рекордсмен «Баварии» по количеству голов в еврокубках за всю историю: 68 голов[317]
- Рекордсмен «Баварии» по количеству голов в Лиге чемпионов УЕФА за всю историю: 68 голов[317]
- Самый быстрый хет-трик в Лиге чемпионов (за 11 минут)[318]
- Самый быстрый покер в Лиге чемпионов (за 14 минут)[319]

## Личная жизнь
Жена Левандовского — профессиональная каратистка Анна Стахурская, которая впоследствии взяла фамилию мужа. Они познакомились летом 2007 года. В июне 2011 года Левандовский сделал ей предложение, через два года состоялась свадьба. 4 мая 2017 года у пары родилась дочь Клара. 6 мая 2020 года родилась вторая дочь Лаура. Левандовский с детства любит собак, он брал свою собаку Коку в том числе и на тренировки. C 2012 по 2019 год за женскую команду «Баварии» играла защитница американского происхождения Джина Левандовская, у неё и Роберта есть общие родственники в Польше. В октябре 2017 года Левандовский получил степень бакалавра физического воспитания в Академии спортивного образования в Варшаве. Помимо родного польского, он также говорит на английском и немецком языках. В 2018 году Левандовский открыл собственную футбольную академию в Варшаве. Исповедует католическую веру.

Граффити с изображением Роберта Левандовского, Герарда Цесьлика и Влодзимежа Любаньского

Долгие годы агентом Левандовского был Цезарий Кухарский, именно он занимался его трансферами в «Лех», дортмундскую «Боруссию» и «Баварию», однако в 2018 году Левандовский сменил его на Пини Захави. По сообщениям СМИ, это было связано с желанием Левандовского в тот период покинуть «Баварию» и перейти в «Реал Мадрид», однако в итоге трансфер так и не состоялся. В сентябре 2020 года немецкий журнал Der Spiegel сообщил, что Кухарский подал иск против маркетинговой компании RL Management Sp. z o.o., долей в которой владеет Левандовский, и с которой ранее был связан и сам Кухарский. Бывший агент обвинил Левандовского в использовании корпоративных денег в личных целях. Кухарский потребовал возмещения средств в размере 39 миллионов злотых за понесённый ущерб. Впоследствии стало известно, что Кухарский, вероятно, шантажировал Левандовского, из-за чего он был задержан правоохранительными органами.

## Нефутбольная деятельность

### Благотворительность и бизнес
Роберт Левандовский на протяжении всей карьеры помогал собирать деньги или жертвовал собственные средства в различные благотворительные организации. К примеру, в августе 2018 года он и его жена Анна собрали для Детского мемориального института здоровья в Варшаве более 150 тысяч злотых. Левандовский также пожертвовал 100 000 злотых на лечение трёхлетнего мальчика из города Хель, страдающего эпилепсией. Он ежегодно помогает собирать средства для Большого оркестра праздничной помощи. В марте 2014 года он был назначен послом доброй воли ЮНИСЕФ. Весной 2020 года Левандовские пожертвовали миллион евро на борьбу с распространением пандемии COVID-19.
Помимо благотворительности, Левандовский также занимается бизнесом. Он инвестирует в стартапы, электронную коммерцию и веб-сайты через компанию Protos Venture Capital, акционером которой является. Инвестициями Левандовский начал заниматься ещё вместе со своим агентом Кухарским, а впоследствии стал вкладывать деньги самостоятельно. Ему также принадлежит агентство под названием Stor9_, специализирующееся на маркетинговых коммуникациях. Оно было открыто в июне 2017 года с целью работы с имиджем персонально Роберта Левандовского и его жены, а впоследствии и других клиентов. В дальнейшем услугами этого агентства воспользовались, среди прочих, Малгожата Кожуховская, Бартош Беднош и Хуберт Хуркач. В 2019 году Левандовский запустил бренд RL9 Pro, направленный на продажу товаров, предназначенных для спортсменов и физически активных людей. Первым проданным под этим брендом продуктом стал изотонический напиток, который был создан в тесном сотрудничестве с компанией Oshee. В 2020 году была запущена продажа кофе под названием RL9 Coffee, 10 процентов от прибыли с продаж которого пошли на помощь пожилым людям. В том же году стало известно, что футболист вложил средства в открытие ресторана в Варшаве. В августе 2020 года он стал акционером компании Movie Games, производителем и издателем компьютерных игр, котирующимся на Варшавской фондовой бирже. В январе 2021 года Левандовский инвестировал средства в компанию Bio-lider, которая занимается продажей биопрепаратов для фермеров.

Рекламный баннер Coca-Cola с изображением Роберта Левандовского

### Доходы и медиа
В 2018 году, по оценкам еженедельника Wprost, с состоянием в 353 миллиона злотых Левандовский занял 94-е место в сотне самых богатых поляков. Через год, с состоянием в 450 миллионов злотых, Роберт Левандовский вместе с женой занял 88-е место, а в 2020 году они поднялись до 80-го места, имея в своём активе, по подсчётам данного издания, полмиллиарда злотых. В 2020 году Левандовский был также признан одним из самых высокооплачиваемых футболистов мира по версии журнала Forbes. По версии того же журнала он занял третье место в рейтинге 50 самых влиятельных людей в польском спорте в 2019 году. Wprost в том же году поместил его на 21-е место в рейтинге 50 самых влиятельных поляков.
Роберт Левандовский сотрудничает с многими компаниями в сфере рекламы. В частности, он работал с компанией Procter & Gamble, где с 2011 года являлся одним из лиц бренда Gillette. В 2018 году сотрудничество с этим брендом было прекращено, причиной этому, вероятно, послужило появление футболиста на публике небритым, что нарушало условия рекламного договора. В 2020 году Левандовский вернулся к работе с Gillette. В 2016 году он стал одним из лиц рекламной кампании Head & Shoulders. Помимо этого, Левандовский рекламировал Panasonic, T-Mobile и Coca-Cola. С 2015 года сотрудничает с брендом Huawei.
Левандовский является самым популярным поляком в социальных сетях. В Facebook, Twitter и Instagram за ним следят в общей сложности более 35 миллионов человек. В 2020 году он создал учётную запись в TikTok. В июне 2020 года немецкий журнал Sport Bild опубликовал информацию, что Левандовский получает до 85 тысяч долларов за одну рекламную публикацию в Instagram. В 2013 году Левандовский подписал контракт с компанией Nike, он выходит на поле в бутсах этого производителя. Вместе с Лионелем Месси Левандовский был изображён на обложке польского издания компьютерной игры от EA Sports — FIFA 15. В другой игре той же серии — FIFA 18 — впервые появилось персональное празднование забитого мяча Левандовского.